# Elisabetta II del Regno Unito
Elisabetta II (nata Elizabeth Alexandra Mary; Londra, 21 aprile 1926 – Castello di Balmoral, 8 settembre 2022) è stata regina del Regno Unito di Gran Bretagna e Irlanda del Nord e degli altri reami del Commonwealth dal 6 febbraio 1952 fino alla sua morte avvenuta l'8 settembre 2022.
Figlia maggiore del Duca di York, che in seguito diventò re con il nome di Giorgio VI, e di sua moglie Elisabetta, prima Duchessa di York e poi regina consorte, divenne erede al trono nel 1936, anno dell'abdicazione di suo zio Edoardo VIII. Dopo aver servito nella Auxiliary Territorial Service durante la seconda guerra mondiale, nel 1947 sposò il principe Filippo Mountbatten, dal quale ebbe quattro figli: Carlo III, suo successore, Anna, principessa reale, Andrea, duca di York, ed Edoardo, duca di Edimburgo.
Salì al trono come regina alla morte del padre, il 6 febbraio 1952, quando aveva venticinque anni, venendo poi incoronata il 2 giugno 1953 nell'abbazia di Westminster. Durante il suo regno, ha assistito a importanti cambiamenti tra i quali la devoluzione del potere nel Regno Unito, la vicenda del rimpatrio della costituzione canadese e la decolonizzazione in Africa con il rafforzamento del Commonwealth delle nazioni di cui è stata Capo.
Nel complesso, circa 150 milioni di persone nel mondo sono stati sudditi di Elisabetta II, che era anche regina di Antigua e Barbuda, Australia, Bahamas, Belize, Canada, Grenada, Giamaica, Nuova Zelanda, Papua Nuova Guinea, Saint Kitts e Nevis, Saint Lucia, Saint Vincent e Grenadine, Isole Salomone e Tuvalu, oltre che governatore supremo della Chiesa d'Inghilterra, comandante in capo delle forze armate, Signora dell'Isola di Man e sovrana di Jersey e Guernsey. In quanto sovrana del Regno Unito, ha nominato quindici primi ministri; ancor più numerosi sono stati i primi ministri e i governatori degli altri Stati membri del Commonwealth.
Il suo regno, durato 70 anni e 214 giorni, è stato il più lungo della storia britannica, avendo superato il 9 settembre 2015 il record precedente detenuto dalla sua trisavola Vittoria, e il secondo più duraturo della storia tra quelli storicamente accertati, dietro solo al regno del Re Sole, Luigi XIV di Francia. Tuttavia, Elisabetta II è stata la sovrana ad aver regnato più tempo per proprio conto, dato che Anna d'Austria esercitò una reggenza di otto anni perché Luigi XIV aveva solo quattro anni quando salì al trono e quest'ultimo visse vent'anni di meno rispetto a Elisabetta.

## Biografia

### Infanzia e gioventù

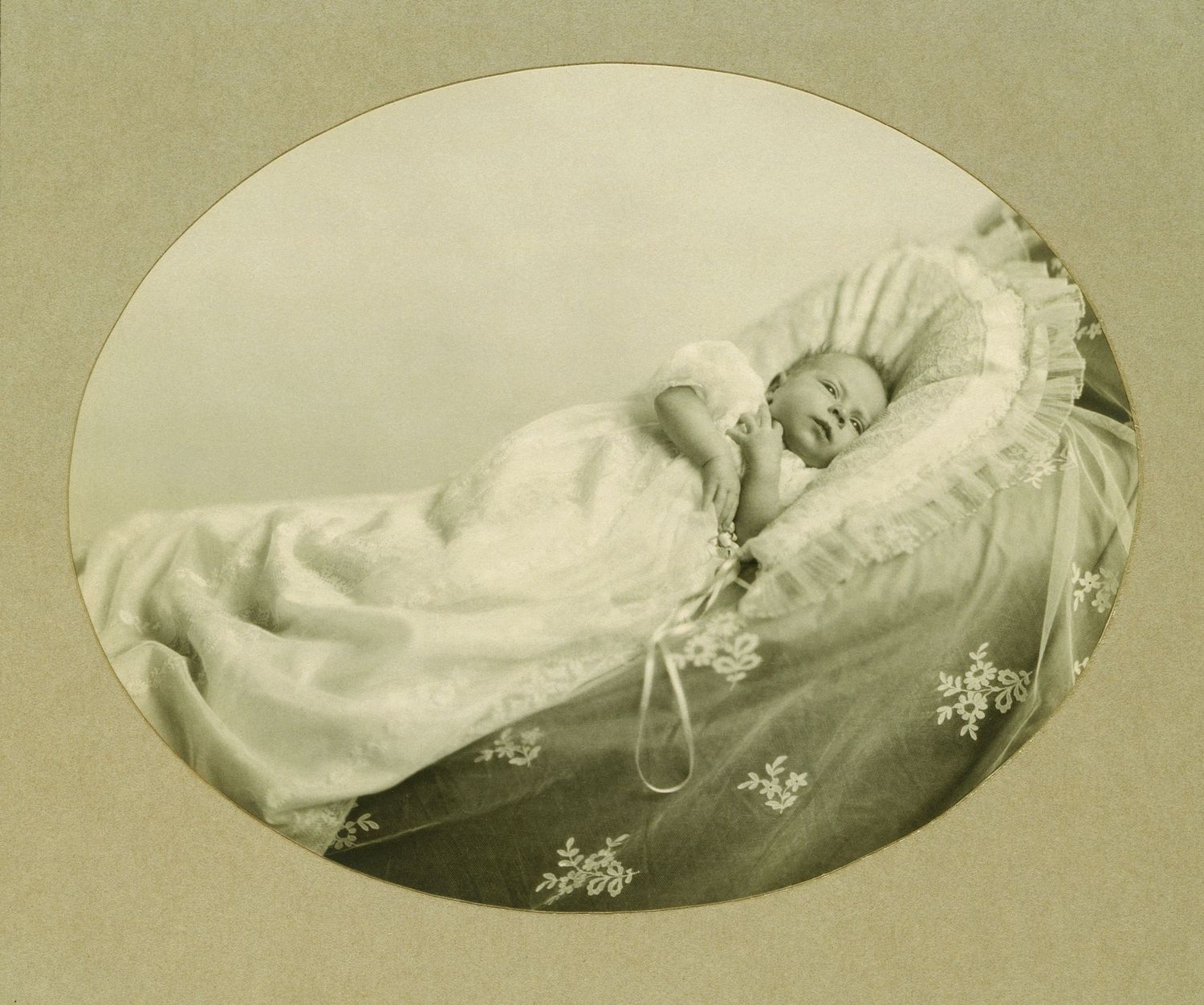
La futura regina a cinque settimane d'età; maggio 1926

Elisabetta a sette anni, ritratta da Philip de László; 1933

Elisabetta nacque al n° 17 di Bruton Street a Mayfair (Londra), nella residenza londinese del nonno materno Claude Bowes-Lyon, alle ore 02:40 del 21 aprile 1926 e fu battezzata nella cappella privata di Buckingham Palace dall'Arcivescovo di York. Suo padre era il principe Albert (poi re Giorgio VI), figlio secondogenito del re Giorgio V del Regno Unito e della moglie Maria di Teck. Sua madre era Elizabeth Bowes-Lyon, duchessa di York, figlia di Claude George Bowes-Lyon, conte di Strathmore and Kinghorne.
Le fu imposto per primo il nome di sua madre, mentre i suoi due nomi successivi erano quelli, rispettivamente, della bisnonna paterna, la regina Alessandra, e della nonna paterna, la regina Maria di Teck. Dai familiari più vicini fu, comunque, sempre chiamata "Lilibet", soprannome che lei stessa si diede. Ebbe un buon rapporto specialmente con il nonno Giorgio V e le fu dato il merito di averlo sostenuto durante la malattia che lo colpì nel 1929.
Ebbe una sola sorella, la principessa Margaret, nata nel 1930. Le due principesse furono istruite a casa, sotto la supervisione della madre e della loro governante, Marion Crawford, chiamata affettuosamente "Crawfie". Le lezioni si concentravano sulla storia, la lingua, la letteratura e la musica. Studiò storia con C. H. K. Marten, prevosto del collegio di Eton, e le furono insegnate alcune lingue moderne, come il francese (che parlava correntemente), usato soprattutto per le sue visite in Canada e durante la visita in Francia nel 2004, in occasione del centenario dell'Entente cordiale. Con disappunto della Casa reale inglese, nel 1950 la Crawford pubblicò The Little Princesses, un libro sull'infanzia delle principesse Elisabetta e Margaret. Il volume descrive la passione di Elisabetta per i cavalli e per i cani, la sua compostezza e il suo comportamento responsabile. Furono in molti a confermare tali osservazioni; Winston Churchill così descrisse la piccola Elisabetta, quando ancora aveva due anni: "Ha un'aura di autorità e di riflessività sorprendente per un'infante". Sua cugina Margaret Rhodes la descrisse come "una piccola bambina allegra, ma fondamentalmente sensibile ed educata".

#### Erede al trono
Come nipote del regnante britannico per la linea di discendenza maschile, aveva il titolo di "Sua Altezza reale" (Her Royal Highness), precisamente "S.A.R. la Principessa Elisabetta di York". Alla nascita risultava terza nella linea di successione al trono britannico, preceduta dallo zio Edoardo e dal padre. Nonostante l'interesse che la sua nascita destò, la sua ascesa al trono era considerata altamente improbabile, dal momento che suo zio Edoardo era ancora giovane e molti pensavano che in un futuro non lontano si sarebbe sposato e avrebbe avuto degli eredi.
Quando Giorgio V morì nel 1936 e suo zio divenne re, Elisabetta divenne seconda nella linea di successione al trono. Tuttavia, il 10 dicembre dello stesso anno, suo zio firmò l'atto di abdicazione, evento culminante di una crisi costituzionale generata dal suo fidanzamento con la divorziata Wallis Simpson. Di conseguenza, suo padre venne incoronato re con il nome di Giorgio VI e lei divenne, all'età di dieci anni, "erede presuntiva": se i suoi genitori avessero avuto un figlio maschio, lei sarebbe ritornata ad essere seconda nella linea di successione al trono, mentre il suo ipotetico fratello sarebbe divenuto primo nella linea ed "erede apparente".

#### Seconda guerra mondiale
Allo scoppio della seconda guerra mondiale, nel settembre del 1939, la giovane Elisabetta aveva tredici anni.
Ci furono suggerimenti affinché le principesse venissero trasferite in Canada, al sicuro dai bombardamenti aerei, ma la madre si rifiutò di prenderli in considerazione, dicendo: "Le bambine non se ne andranno senza di me. Io non me ne andrò senza il Re. E il Re non se ne andrà mai". Lei e la sorella minore Margaret furono evacuate al castello di Balmoral, in Scozia, fino al Natale del 1939. In seguito, si spostarono alla residenza di Sandringham, nella contea di Norfolk. Dal febbraio al maggio del 1940 le due principesse vissero presso il Royal Lodge, a Windsor, e infine si stabilirono nel castello, dove rimasero per buona parte dei successivi cinque anni.
Nel 1940 la quattordicenne Elisabetta fece il suo primo annuncio radiofonico, durante il programma Children's Hour, trasmesso dalla BBC, indirizzandolo ad altri bambini che, come lei, erano stati evacuati. La principessa disse: "Stiamo facendo tutto il possibile per aiutare i nostri valorosi marinai, i soldati e gli aviatori e stiamo anche cercando di sopportare la nostra parte di pericolo e di tristezza per la guerra. Tutti noi sappiamo che, alla fine, tutto andrà per il meglio."
Nel 1943 Elisabetta compì la sua prima apparizione pubblica da sola, durante una visita alle Grenadier Guards, delle quali era divenuta colonnello l'anno precedente. All'avvicinarsi del suo diciottesimo compleanno, il Parlamento cambiò la normativa e le permise di essere nominata "Consigliere di Stato", così da poter sostituire il padre in caso di incapacità o assenza.

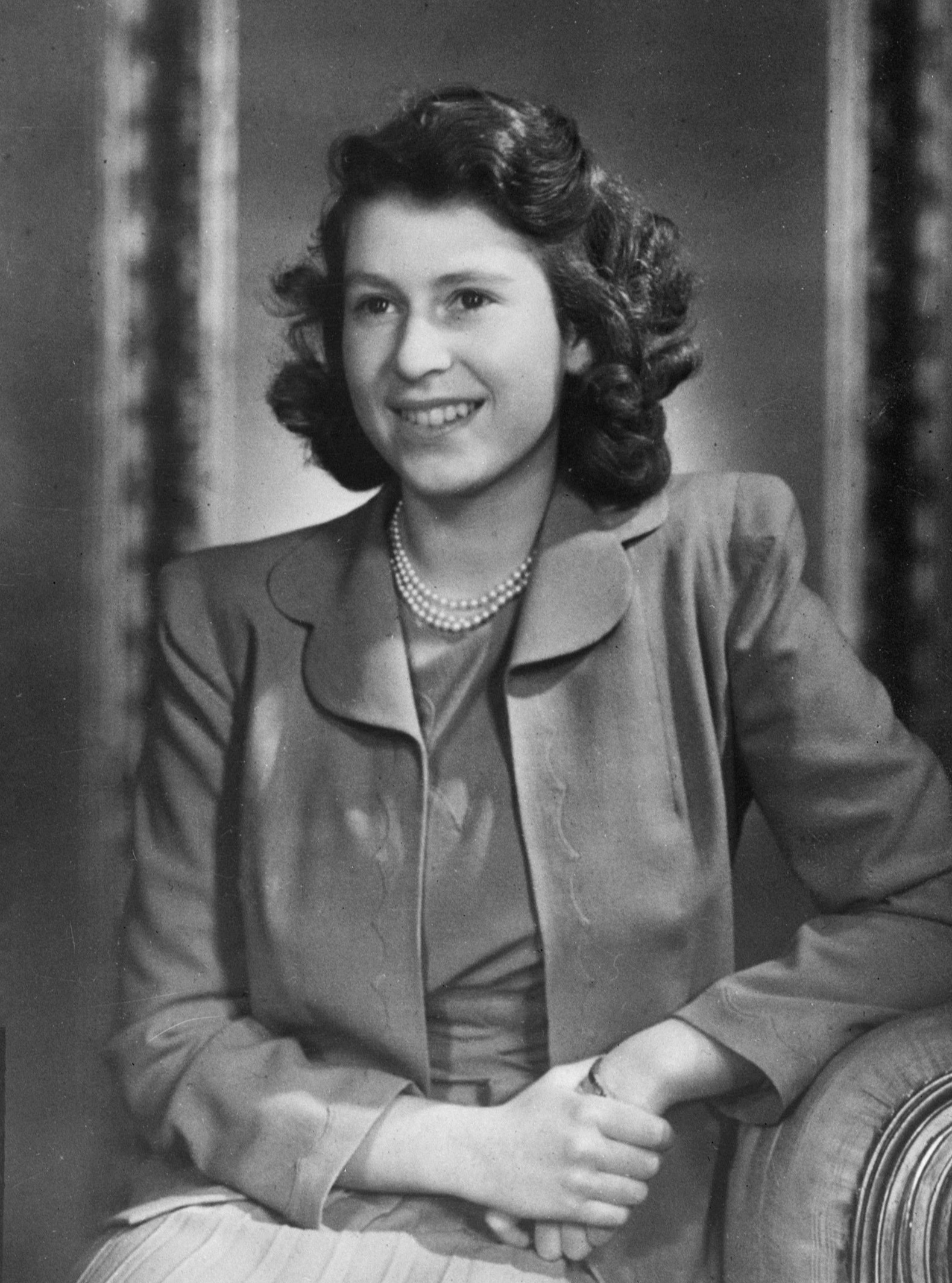
La principessa Elisabetta a diciassette anni; 1943

#### Servizio militare

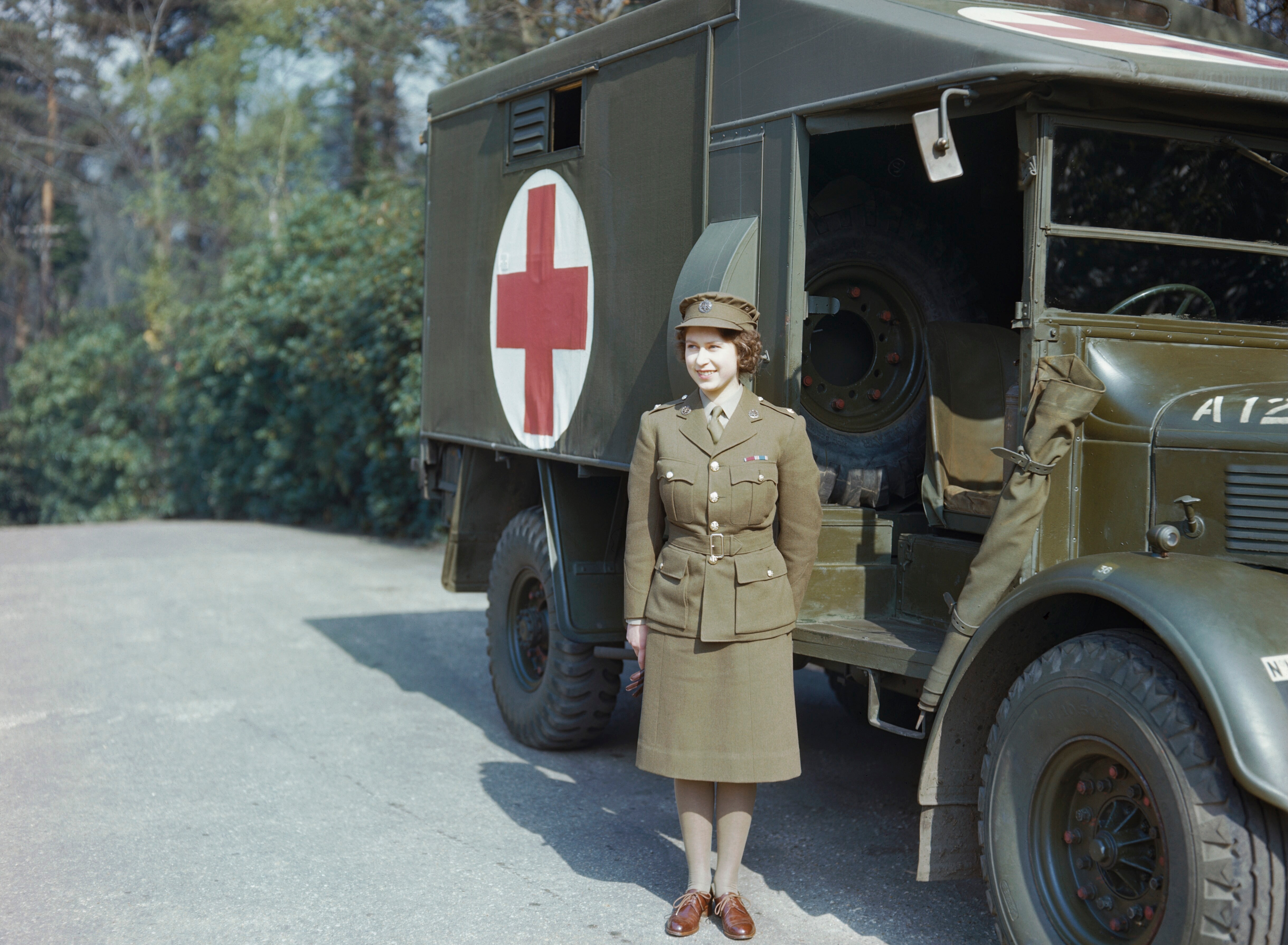
Elisabetta in uniforme dell'Auxiliary Territorial Service nell'aprile 1945

Nel febbraio 1945, Elisabetta convinse il padre a consentirle di partecipare personalmente allo sforzo per la guerra. Si unì al Servizio Ausiliare Territoriale (Auxiliary Territorial Service) (ATS) dove era conosciuta con l'identificativo "n. 230873" Secondo Subalterno Elisabetta Windsor, e venne addestrata come autista e meccanico; fu promossa Comandante onorario junior cinque mesi più tardi.
Nella giornata della vittoria in Europa, l'8 maggio 1945, le Principesse Elisabetta e Margaret si mescolarono, in segreto, alla folla esultante nelle strade di Londra. In seguito Elisabetta ricorderà: "Chiedemmo ai nostri genitori se potessimo uscire e andare a vedere. Ricordo che avevamo paura di essere riconosciute. [...] Ricordo file di sconosciuti a braccetto camminare lungo Whitehall, tutti ci lasciavamo trascinare da un'ondata di gioia e sollievo."
Elisabetta compì la sua prima visita ufficiale oltremare nel 1947, accompagnando i genitori in Sudafrica. Durante la visita, il giorno del suo ventunesimo compleanno, l'erede al trono rilasciò un discorso radiofonico, indirizzato al Commonwealth britannico, dichiarando il suo impegno a dedicare la propria vita al servizio della gente del Commonwealth e dell'Impero:
(Principessa Elisabetta in visita ufficiale in Sudafrica, 21 aprile 1947)

### Matrimonio e maternità

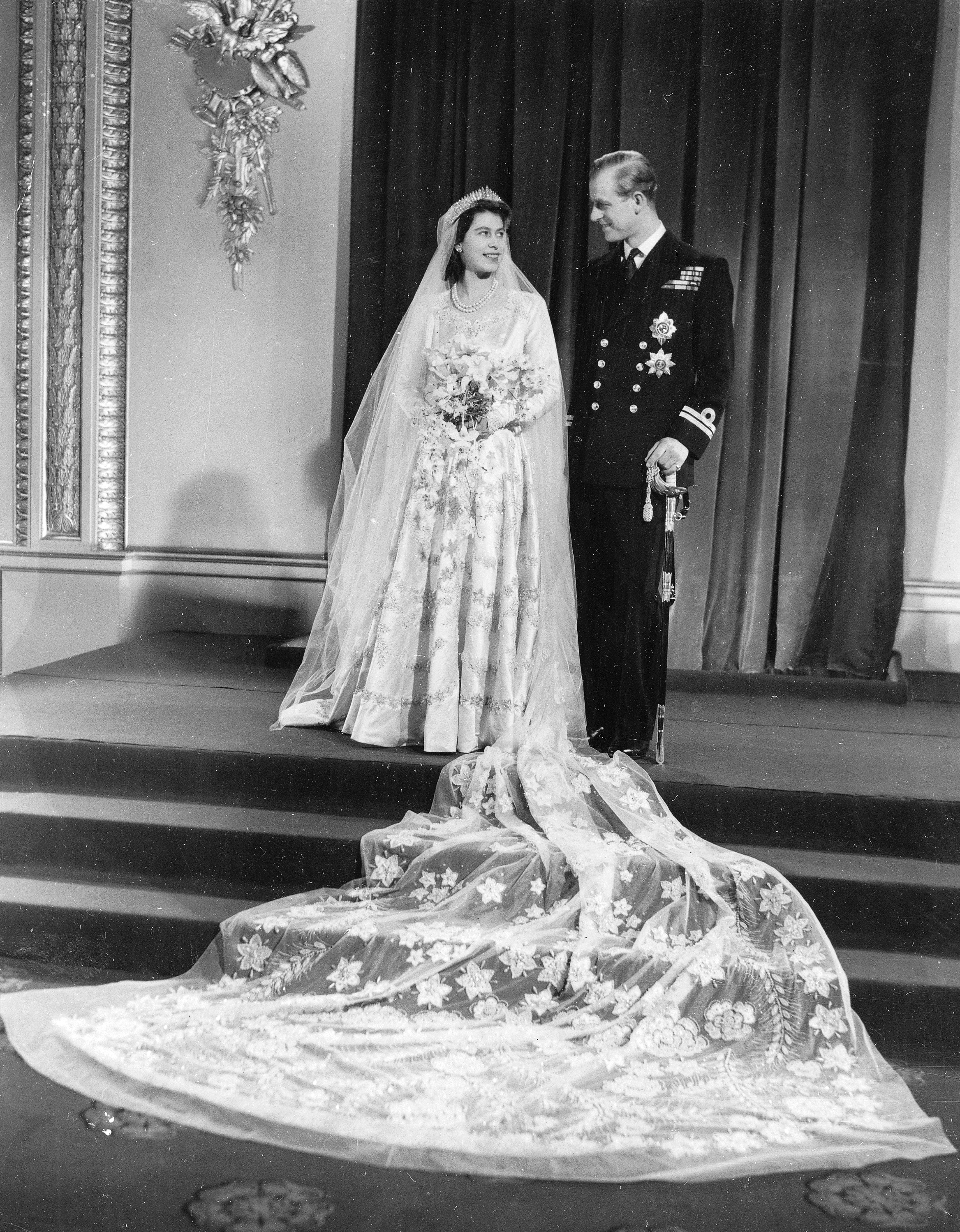
Ritratto ufficiale della principessa Elisabetta e del duca di Edimburgo per il loro matrimonio; 20 novembre 1947

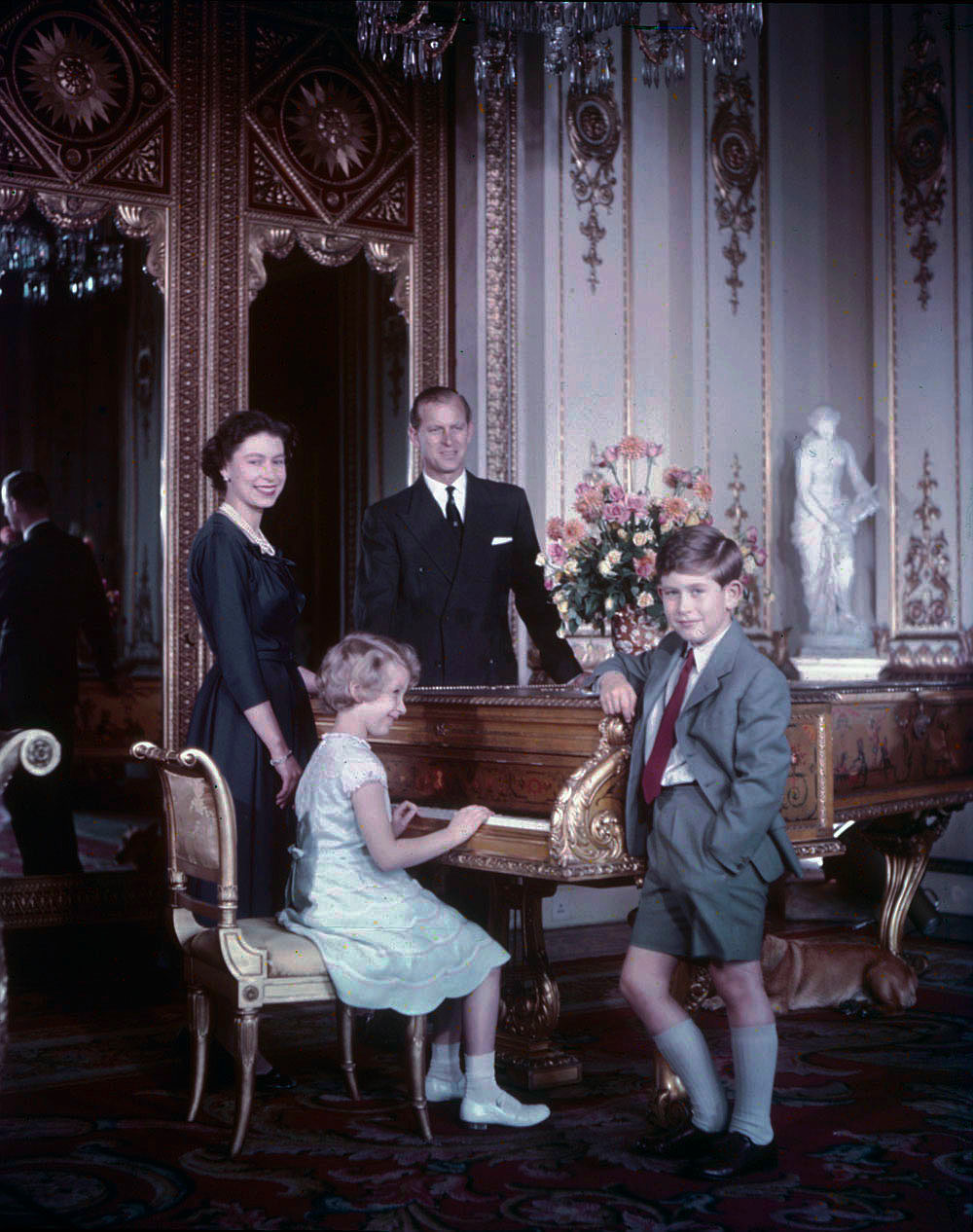
Elisabetta II con il marito Filippo e i figli Carlo e Anna nell'ottobre 1957

Elisabetta incontrò il suo futuro marito, il principe Filippo di Grecia e Danimarca, per la prima volta nel 1934 e, poi, nel 1937. Era un suo cugino di terzo grado, essendo entrambi trisnipoti della regina Vittoria e diretti discendenti di Cristiano IX di Danimarca. Filippo inoltre era nipote di re Giorgio I di Grecia, fratello di sua nonna Alessandra. Dopo un altro incontro presso la Royal Naval College di Dartmouth, nel luglio del 1939, Elisabetta, allora solo tredicenne, disse di essersi innamorata di Filippo e iniziò uno scambio di lettere con lui. Il 9 luglio 1947, quando Elisabetta aveva ventuno anni, il loro fidanzamento fu ufficialmente annunciato. Il fidanzamento destò critiche: Filippo non era di statura economica adeguata, era nato all'estero (anche se aveva servito nella Royal Navy durante la seconda guerra mondiale) e aveva sorelle sposate con aristocratici tedeschi legati al nazismo. Marion Crawford scrisse: "Alcuni consiglieri del Re non lo ritennero abbastanza adeguato per lei. Era un principe senza una casa e senza regno. Alcuni giornali dissero di tutto sulle sue origini straniere". Solo anni dopo, la Regina Madre ammise al suo biografo che Filippo era "un gentiluomo inglese".
Filippo dovette rinunciare alla pretesa al trono di Grecia, assumendo la semplice qualifica di tenente, e si convertì dal cristianesimo ortodosso all'anglicanesimo. Poco prima del matrimonio, fu nominato Duca di Edimburgo e gli fu conferito il titolo di "Sua Altezza Reale" (His Royal Highness).
Elisabetta e Filippo si sposarono il 20 novembre 1947 presso l'abbazia di Westminster. Dopo le nozze i coniugi abitarono a Clarence House, a Londra.
Il 14 novembre 1948 vide la luce il loro primo figlio, Carlo. Diverse settimane prima erano state emesse "lettere patenti" affinché i figli della coppia potessero godere di diritti principeschi e reali, ai quali, altrimenti, non avrebbero avuto diritto perché sarebbero stati considerati come figli di un duca. Nel 1950 nacque la secondogenita Anna. Gli altri due figli sarebbero arrivati solo dopo l'ascesa al trono: nel 1960 Andrea e nel 1964 Edoardo. Benché la casata reale si chiami Windsor, è stato decretato per mezzo di un Order-in-Council del 1960 che i discendenti di Elisabetta e Filippo possano portare il cognome personale di Mountbatten-Windsor.
Di seguito una tavola genealogica semplificata, che illustra i legami di parentela tra Elisabetta e Filippo.
|                     |                     |                     |                     | Cristiano IX di Danimarca | Cristiano IX di Danimarca | Cristiano IX di Danimarca | Cristiano IX di Danimarca | Cristiano IX di Danimarca | Cristiano IX di Danimarca |                         |                         |                               |                               |                               |                               |                               |                               |                             |                             | Vittoria del Regno Unito    | Vittoria del Regno Unito    | Vittoria del Regno Unito | Vittoria del Regno Unito | Vittoria del Regno Unito        | Vittoria del Regno Unito        |                                 |                                 |                                 |                                 |  |  |  |  |  |  |  |  |  |  |  |  |
|                     |                     |                     |                     | Cristiano IX di Danimarca | Cristiano IX di Danimarca | Cristiano IX di Danimarca | Cristiano IX di Danimarca | Cristiano IX di Danimarca | Cristiano IX di Danimarca |                         |                         |                               |                               |                               |                               |                               |                               |                             |                             | Vittoria del Regno Unito    | Vittoria del Regno Unito    | Vittoria del Regno Unito | Vittoria del Regno Unito | Vittoria del Regno Unito        | Vittoria del Regno Unito        |                                 |                                 |                                 |                                 |  |  |  |  |  |  |  |  |  |  |  |  |
|                     |                     |                     |                     |                           |                           |                           |                           |                           |                           |                         |                         |                               |                               |                               |                               |                               |                               |                             |                             |                             |                             |                          |                          |                                 |                                 |                                 |                                 |                                 |                                 |  |  |  |  |  |  |  |  |  |  |  |  |
| Giorgio I di Grecia | Giorgio I di Grecia | Giorgio I di Grecia | Giorgio I di Grecia | Giorgio I di Grecia       | Giorgio I di Grecia       |                           |                           | Alessandra di Danimarca   | Alessandra di Danimarca   | Alessandra di Danimarca | Alessandra di Danimarca | Alessandra di Danimarca       | Alessandra di Danimarca       |                               |                               | Edoardo VII del Regno Unito   | Edoardo VII del Regno Unito   | Edoardo VII del Regno Unito | Edoardo VII del Regno Unito | Edoardo VII del Regno Unito | Edoardo VII del Regno Unito |                          |                          | Alice di Sassonia Coburgo-Gotha | Alice di Sassonia Coburgo-Gotha | Alice di Sassonia Coburgo-Gotha | Alice di Sassonia Coburgo-Gotha | Alice di Sassonia Coburgo-Gotha | Alice di Sassonia Coburgo-Gotha |  |  |  |  |  |  |  |  |  |  |  |  |
| Giorgio I di Grecia | Giorgio I di Grecia | Giorgio I di Grecia | Giorgio I di Grecia | Giorgio I di Grecia       | Giorgio I di Grecia       |                           |                           | Alessandra di Danimarca   | Alessandra di Danimarca   | Alessandra di Danimarca | Alessandra di Danimarca | Alessandra di Danimarca       | Alessandra di Danimarca       |                               |                               | Edoardo VII del Regno Unito   | Edoardo VII del Regno Unito   | Edoardo VII del Regno Unito | Edoardo VII del Regno Unito | Edoardo VII del Regno Unito | Edoardo VII del Regno Unito |                          |                          | Alice di Sassonia Coburgo-Gotha | Alice di Sassonia Coburgo-Gotha | Alice di Sassonia Coburgo-Gotha | Alice di Sassonia Coburgo-Gotha | Alice di Sassonia Coburgo-Gotha | Alice di Sassonia Coburgo-Gotha |  |  |  |  |  |  |  |  |  |  |  |  |
|                     |                     |                     |                     |                           |                           |                           |                           |                           |                           |                         |                         |                               |                               |                               |                               |                               |                               |                             |                             |                             |                             |                          |                          |                                 |                                 |                                 |                                 |                                 |                                 |  |  |  |  |  |  |  |  |  |  |  |  |
|                     |                     |                     |                     |                           |                           |                           |                           |                           |                           |                         |                         | Giorgio V del Regno Unito     | Giorgio V del Regno Unito     | Giorgio V del Regno Unito     | Giorgio V del Regno Unito     | Giorgio V del Regno Unito     | Giorgio V del Regno Unito     |                             |                             |                             |                             |                          |                          | Vittoria d'Assia-Darmstadt      | Vittoria d'Assia-Darmstadt      | Vittoria d'Assia-Darmstadt      | Vittoria d'Assia-Darmstadt      | Vittoria d'Assia-Darmstadt      | Vittoria d'Assia-Darmstadt      |  |  |  |  |  |  |  |  |  |  |  |  |
|                     |                     |                     |                     |                           |                           |                           |                           |                           |                           |                         |                         | Giorgio V del Regno Unito     | Giorgio V del Regno Unito     | Giorgio V del Regno Unito     | Giorgio V del Regno Unito     | Giorgio V del Regno Unito     | Giorgio V del Regno Unito     |                             |                             |                             |                             |                          |                          | Vittoria d'Assia-Darmstadt      | Vittoria d'Assia-Darmstadt      | Vittoria d'Assia-Darmstadt      | Vittoria d'Assia-Darmstadt      | Vittoria d'Assia-Darmstadt      | Vittoria d'Assia-Darmstadt      |  |  |  |  |  |  |  |  |  |  |  |  |
| Andrea di Grecia    | Andrea di Grecia    | Andrea di Grecia    | Andrea di Grecia    | Andrea di Grecia          | Andrea di Grecia          |                           |                           |                           |                           |                         |                         |                               |                               |                               |                               |                               |                               |                             |                             |                             |                             |                          |                          | Alice di Battenberg             | Alice di Battenberg             | Alice di Battenberg             | Alice di Battenberg             | Alice di Battenberg             | Alice di Battenberg             |  |  |  |  |  |  |  |  |  |  |  |  |
| Andrea di Grecia    | Andrea di Grecia    | Andrea di Grecia    | Andrea di Grecia    | Andrea di Grecia          | Andrea di Grecia          |                           |                           |                           |                           |                         |                         |                               |                               |                               |                               |                               |                               |                             |                             |                             |                             |                          |                          | Alice di Battenberg             | Alice di Battenberg             | Alice di Battenberg             | Alice di Battenberg             | Alice di Battenberg             | Alice di Battenberg             |  |  |  |  |  |  |  |  |  |  |  |  |
|                     |                     |                     |                     |                           |                           |                           |                           |                           |                           |                         |                         | Giorgio VI del Regno Unito    |                               |                               |                               |                               |                               |                             |                             |                             |                             |                          |                          |                                 |                                 |                                 |                                 |                                 |                                 |  |  |  |  |  |  |  |  |  |  |  |  |
|                     |                     |                     |                     |                           |                           |                           |                           |                           |                           |                         |                         |                               |                               |                               |                               |                               |                               |                             |                             |                             |                             |                          |                          |                                 |                                 |                                 |                                 |                                 |                                 |  |  |  |  |  |  |  |  |  |  |  |  |
|                     |                     |                     |                     |                           |                           |                           |                           |                           |                           |                         |                         | Elisabetta II del Regno Unito | Elisabetta II del Regno Unito | Elisabetta II del Regno Unito | Elisabetta II del Regno Unito | Elisabetta II del Regno Unito | Elisabetta II del Regno Unito |                             |                             | Filippo di Edimburgo        | Filippo di Edimburgo        | Filippo di Edimburgo     | Filippo di Edimburgo     | Filippo di Edimburgo            | Filippo di Edimburgo            |                                 |                                 |                                 |                                 |  |  |  |  |  |  |  |  |  |  |  |  |
|                     |                     |                     |                     |                           |                           |                           |                           |                           |                           |                         |                         | Elisabetta II del Regno Unito | Elisabetta II del Regno Unito | Elisabetta II del Regno Unito | Elisabetta II del Regno Unito | Elisabetta II del Regno Unito | Elisabetta II del Regno Unito |                             |                             | Filippo di Edimburgo        | Filippo di Edimburgo        | Filippo di Edimburgo     | Filippo di Edimburgo     | Filippo di Edimburgo            | Filippo di Edimburgo            |                                 |                                 |                                 |                                 |  |  |  |  |  |  |  |  |  |  |  |  |

### Regno

#### Successione e incoronazione

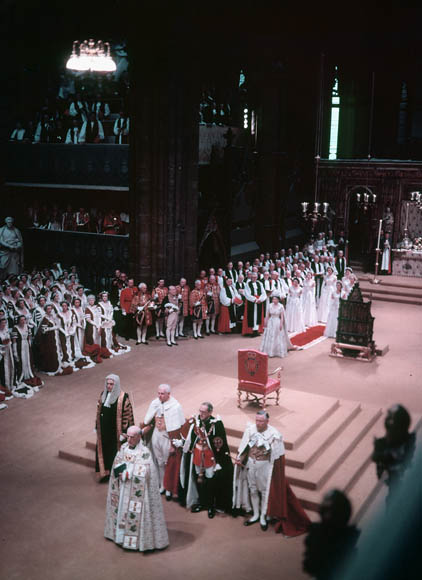
Cerimonia di incoronazione di Elisabetta II nell'Abbazia di Westminster il 2 giugno 1953

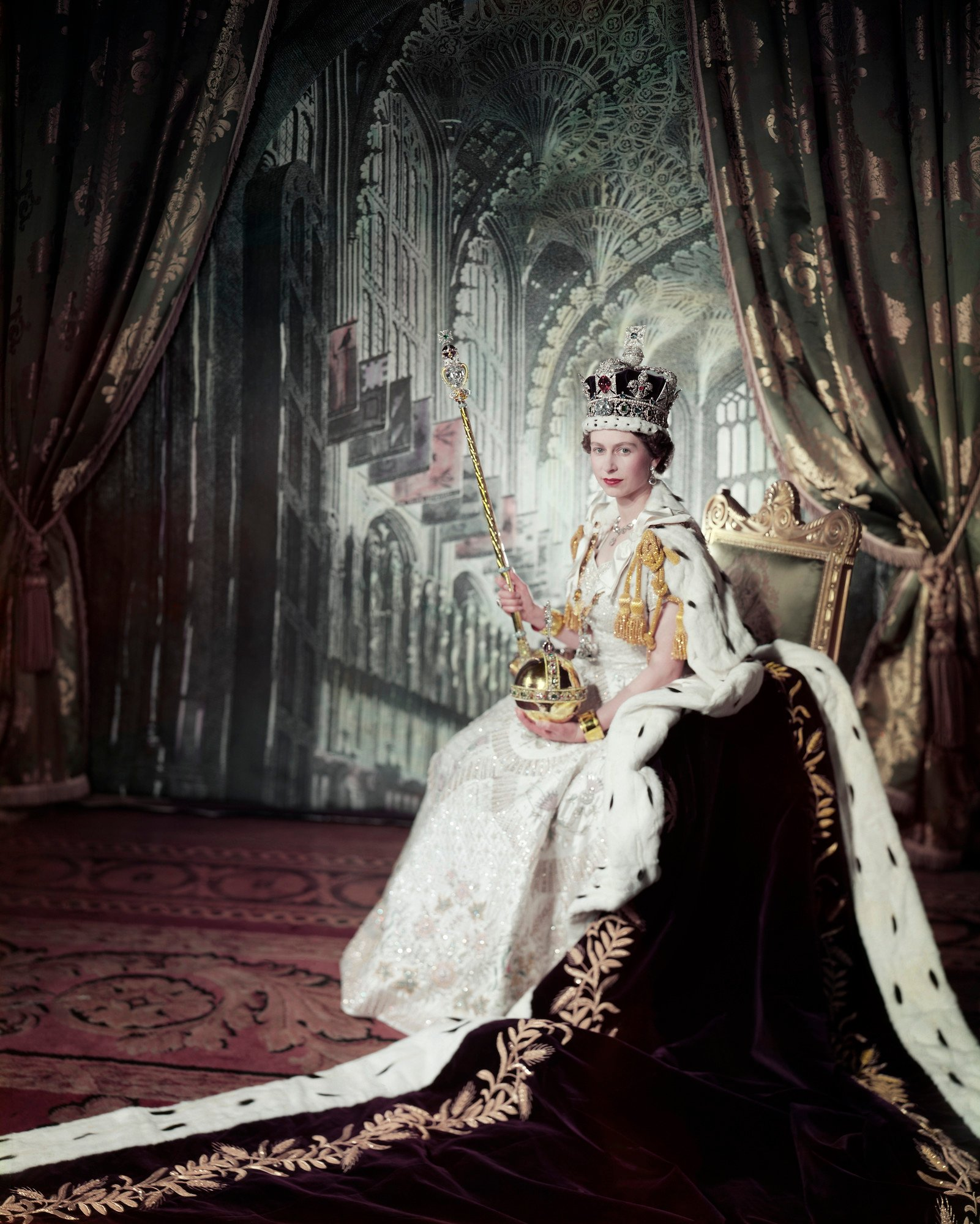
La regina con il globo, lo scettro e la Corona Imperiale di Stato; 2 giugno 1953

La salute di Giorgio VI, già affetto da tumore ai polmoni, declinò vistosamente nel 1951 ed Elisabetta dovette sostituirlo in numerosi eventi pubblici e visite ufficiali: si recò, infatti, in Grecia, in Italia e a Malta. Nell'ottobre dello stesso anno visitò il Canada e si recò a Washington D.C. per incontrare il presidente Truman. Durante questi ultimi viaggi, il segretario privato della Principessa, Martin Charteris, portò con sé una bozza della dichiarazione di successione, da usare nel caso in cui il Re fosse morto mentre Elisabetta si trovava all'estero.
Nel gennaio 1952 Elisabetta e Filippo partirono per un lungo viaggio, diretti in Australia e Nuova Zelanda, e passando per i territori africani. Fu proprio mentre la coppia si trovava in visita ufficiale in Kenya che la Principessa venne informata della morte del padre, avvenuta a seguito di un infarto il 6 febbraio 1952. Fu il marito Filippo a dare la notizia alla nuova regina. Quando Martin Charteris le chiese quale nome regale volesse usare, lei scelse di continuare ad usare il proprio, cioè Elisabetta. Venne proclamata Regina in tutti i suoi regni, mentre la coppia reale e tutto il suo seguito fecero ritorno nel Regno Unito.
Fu la prima monarca britannica dall'Atto di Unione del 1800 a trovarsi fuori dal Regno Unito al momento della successione al trono. L'albergo dove la coppia reale alloggiava, il "Treetops Hotel", divenne un'attrazione turistica negli anni successivi. 

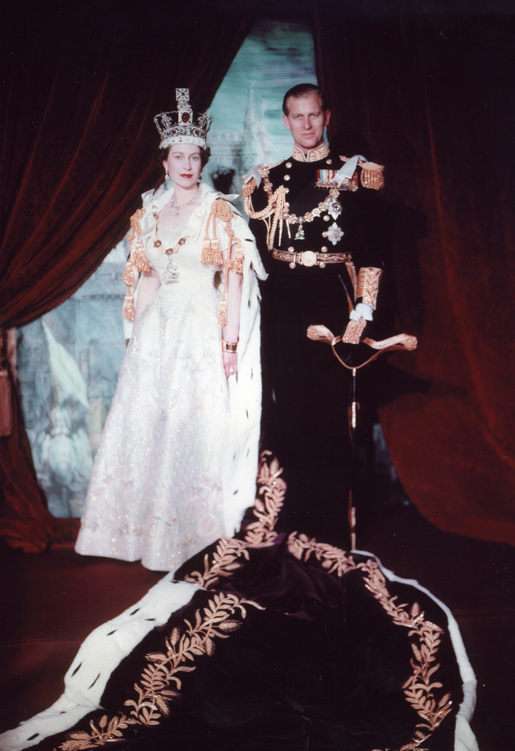
Elisabetta II e Filippo nel ritratto ufficiale dell'incoronazione

Con la successione, sembrò probabile che la Casa reale inglese potesse cambiare nome e assumere quello del marito della regnante, divenendo Casa reale di Mountbatten. Il Primo ministro Winston Churchill, insieme con la nonna di Elisabetta, Maria di Teck, si opposero, favorendo il mantenimento del nome Windsor. Così, il 9 aprile 1952, Elisabetta rilasciò una dichiarazione affermando che la Casa reale inglese avrebbe continuato a chiamarsi Windsor. Il Duca di Edimburgo, tuttavia, si lamentò dicendo: "Sono l'unico uomo in tutta la nazione che non può dare il suo nome ai propri figli.". Nel 1960, dopo la morte di Maria di Teck e le dimissioni di Winston Churchill, il cognome Mountbatten-Windsor fu adottato per i discendenti dei coniugi reali sprovvisti di titoli reali
Durante le preparazioni per l'incoronazione, la Principessa Margaret espresse alla sorella il desiderio di sposare Peter Townsend, uomo divorziato di sedici anni più vecchio, già padre di due figli. La Regina le chiese di aspettare un anno, secondo molti nella speranza che la relazione si concludesse prima. In molti erano contrari all'unione e la stessa Chiesa d'Inghilterra, di cui la Regina è a capo, non permetteva il matrimonio di un divorziato. Se la Principessa avesse contratto un matrimonio civile, sarebbe stata costretta a rinunciare ai suoi titoli. Alla fine, decise di abbandonare i suoi piani con Townsend. Nel 1960 sposerà Anthony Armstrong-Jones, per poi divorziare nel 1978.
Elisabetta II fu incoronata con una cerimonia all'abbazia di Westminster il 2 giugno 1953. La cerimonia fu trasmessa per la prima volta in televisione, ad eccezione dei momenti dell'unzione e della comunione. Dopo l'Incoronazione, lei e Filippo si trasferirono a Buckingham Palace, nel centro di Londra, pur trascorrendo molto tempo nell'amato Castello di Windsor, a ovest della capitale, e nel più riservato Castello di Balmoral in Scozia.

#### Primi anni di regno

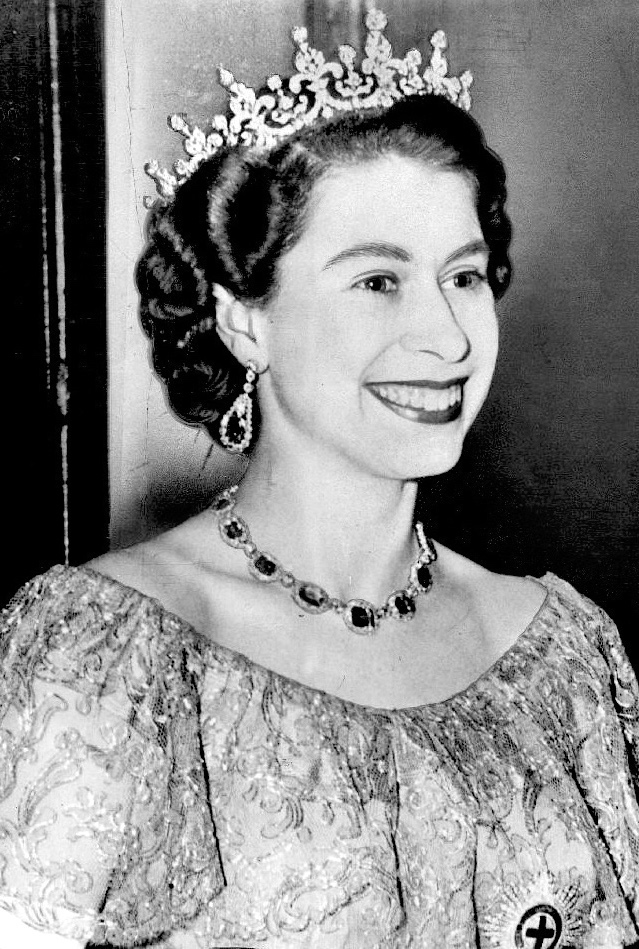
La regina nel 1953

Sin dalla nascita di Elisabetta, l'Impero britannico aveva proseguito la sua trasformazione nel Commonwealth delle nazioni. Nel 1952, anno della sua successione al trono, il suo ruolo come capo di Stato di numerosi stati indipendenti era, dunque, già consolidato. Nel 1953 la Regina e il marito partirono per un lungo viaggio intorno al mondo della durata di sette mesi, con lo scopo di visitare tredici Stati per un totale di più di 65 000 km (40 000 miglia) di percorso. Divenne il primo regnante dell'Australia e della Nuova Zelanda a visitare tali nazioni. L'abitudine di compiere viaggi contrassegnerà tutto il suo regno e la farà diventare il capo di Stato che ha viaggiato di più nella storia, davanti a papa Giovanni Paolo II.
Nel 1956, Anthony Eden, primo ministro inglese e Guy Mollet, suo omologo francese, discussero la possibilità di un'adesione della Francia al Commonwealth. Tuttavia, tale proposta non fu mai approvata e l'anno seguente la Francia aderì al Trattato di Roma, istitutivo della Comunità Economica Europea. Nel novembre dello stesso anno, sempre il Regno Unito e la Francia si resero protagonisti della Crisi di Suez: i due stati invasero l'Egitto in un disastroso tentativo di prendere il controllo del Canale. Secondo le parole di Lord Mountbatten, Elisabetta II era apertamente contraria all'operazione, affermazione che verrà negata da Eden, il quale, tuttavia, rassegnò le dimissioni due mesi dopo.
La successione di Eden richiese un intervento diretto di Elisabetta II per via dell'assenza di un meccanismo interno al Partito Conservatore volto ad individuare un nuovo leader. Eden consigliò di consultare Lord Salisbury, il Lord presidente del Consiglio. A loro volta Lord Salsibury e Lord Kilmuir, il Lord Cancelliere, consultarono il Gabinetto, Winston Churchill e il "Comitato del 1922", un comitato interno del Partito Conservatore. La scelta finale della regina, ricadde su Harold Macmillan.

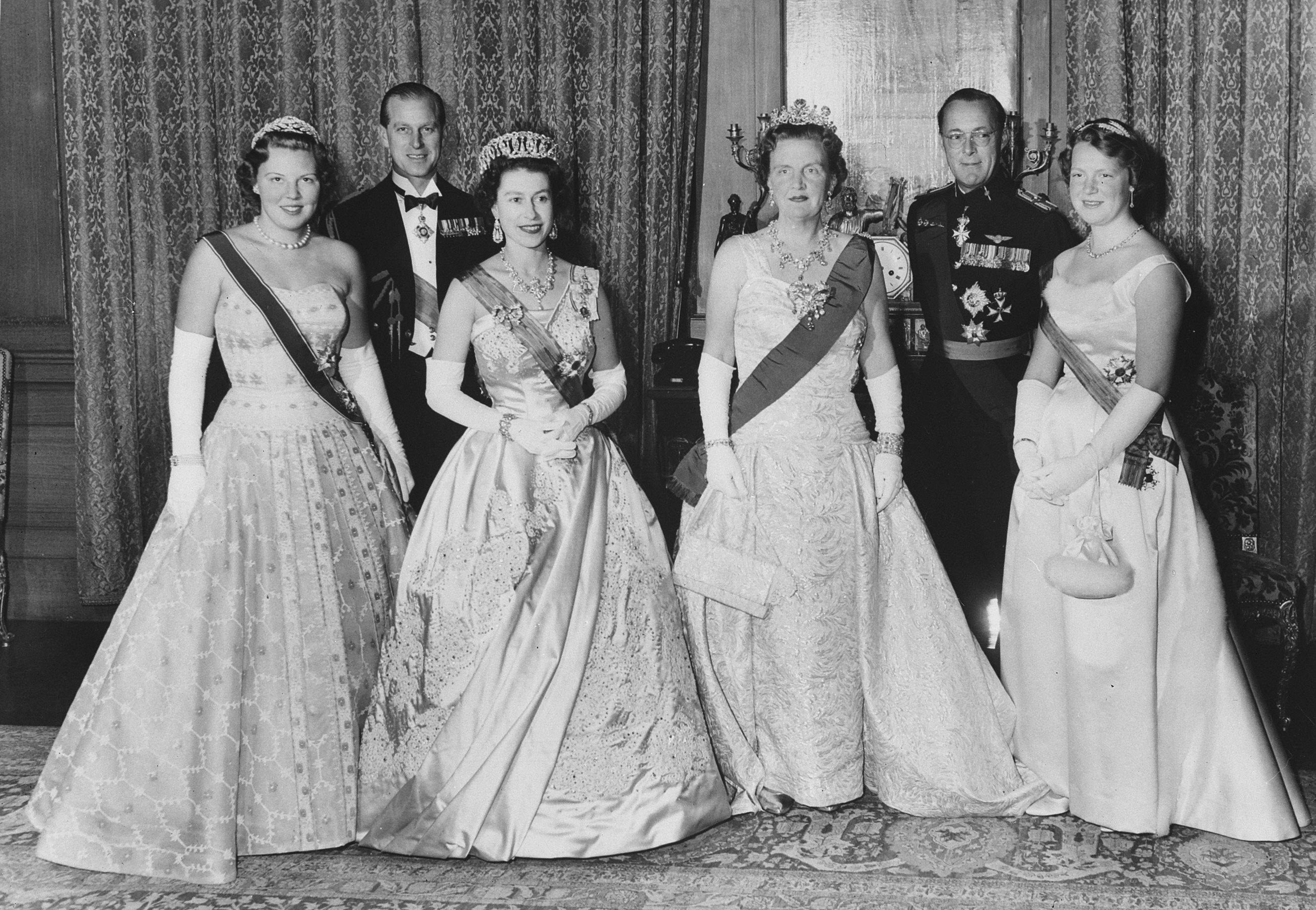
Elisabetta II e la famiglia reale olandese durante la visita di stato nei Paesi Bassi; marzo 1958

La crisi di Suez e la gestione della successione di Eden portarono alle prime aperte critiche nei confronti di Elisabetta II. Nel 1957, Lord Altrincham la accusò, su un giornale di cui era proprietario ed editore, di essere "poco empatica" (out of touch), suscitando a sua volta lo sdegno di personaggi pubblici e della gente comune. Sei anni dopo, nel 1963, Macmillan rassegnò le proprie dimissioni, suggerendo alla regina di nominare Alec Douglas-Home come suo successore, consiglio che la Regina seguì. Nuove critiche giunsero a seguito di tale nomina, essendo stata compiuta su consiglio di un ristretto gruppo di persone. Due anni dopo il Partito Conservatore pose fine alle critiche rivolte verso la monarca, adottando un meccanismo formale per la designazione di un nuovo leader, evitando un intervento diretto della regnante, considerato improprio nell'ambito di una monarchia parlamentare.
Nel 1957 Elisabetta II si recò negli Stati Uniti, dove pronunciò un discorso dinanzi all'Assemblea Generale delle Nazioni Unite in rappresentanza del Commonwealth. Si recò poi in Canada dove presenziò alla apertura della sessione parlamentare, divenendo il primo monarca inglese a farlo. Nel 1961 si recò in visita a Cipro, in India, in Pakistan, in Nepal e in Iran. Durante la visita in Ghana, lo stesso anno, ignorò i timori per la sua sicurezza e incontrò il presidente Kwame Nkrumah, ritenuto possibile obiettivo di attentati. In merito a tale episodio, Harold Mcmillan ricorderà: "La regina è stata determinata per tutto il tempo… ella è insofferente riguardo al tentativo degli altri di trattarla come… una star… Di certo ha 'il cuore e lo stomaco di un uomo'… Ama il suo dovere e ha intenzione di essere una vera Regina".
In occasione delle gravidanze nel 1959 e nel 1963, la regina non presenziò alla Cerimonia di apertura del parlamento britannico per la lettura del tradizionale discorso. Nei primi anni di regno, Elisabetta II introdusse nuove pratiche, come la passeggiata tra la folla e l'incontro con membri della cittadinanza.

#### I cambiamenti degli anni '60 e '70

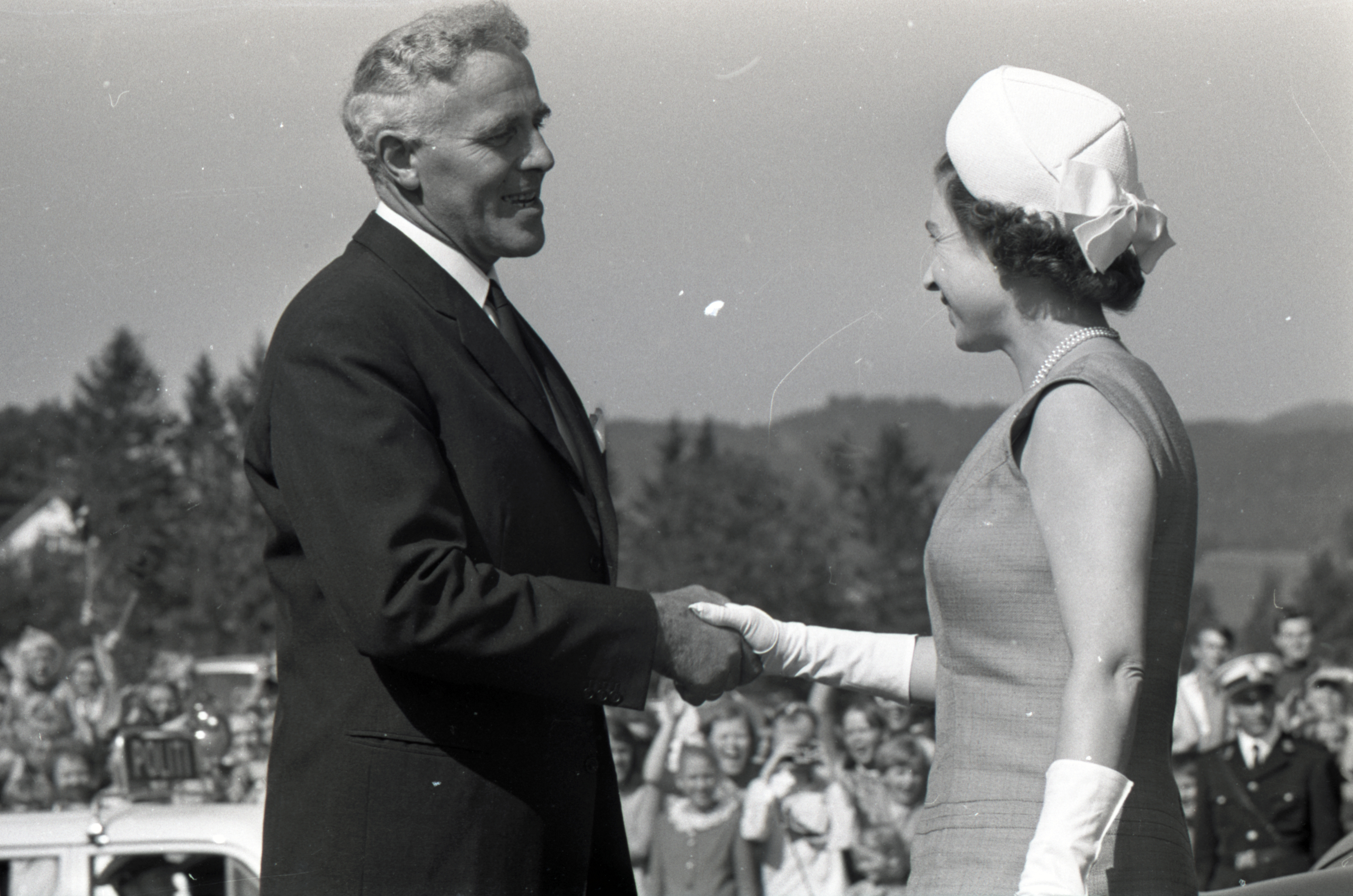
La regina Elisabetta II con Per Borten durante una visita ufficiale in Norvegia; agosto 1969

Tra gli anni '60 e '70 si assistette ad una accelerazione del processo di decolonizzazione in Africa e nei Caraibi: più di 20 Stati ottennero l'indipendenza dal Regno Unito seguendo un processo pianificato di transizione verso un governo autonomo. Tuttavia, nel 1965, il Primo ministro della Rhodesia, Ian Smith, dichiarò unilateralmente l'indipendenza, pur esprimendo "lealtà e devozione" nei confronti di Elisabetta II. Il suo regime durerà più di un decennio, nonostante il disconoscimento da parte della regina e le sanzioni internazionali applicate allo stato. Allo stesso tempo, mentre l'Impero britannico continuava la sua trasformazione, nel 1973 il Regno Unito aderì alla Comunità Economica Europea.
La regina visitò la Jugoslavia nell'ottobre del 1972, diventando il primo monarca britannico a visitare un paese comunista. Venne ricevuta all'aeroporto dal presidente Josip Broz Tito, e una folla di migliaia di persone l'ha accolta a Belgrado.
Nel febbraio 1974, il primo ministro Edward Heath, chiese alla regina la convocazione di nuove elezioni politiche (general election) nel momento in cui la sovrana era in visita in Oceania, di fatto costringendola a tornare nel più breve tempo possibile a Londra. L'elezione ebbe come conseguenza una Camera dei Comuni senza una precisa maggioranza (hung parliament). L'impossibilità di formare una coalizione tra il Partito Conservatore e il Partito Liberale, portò Elisabetta a nominare Primo ministro Harold Wilson, leader del Partito Laburista.

#### Il Giubileo d'Argento

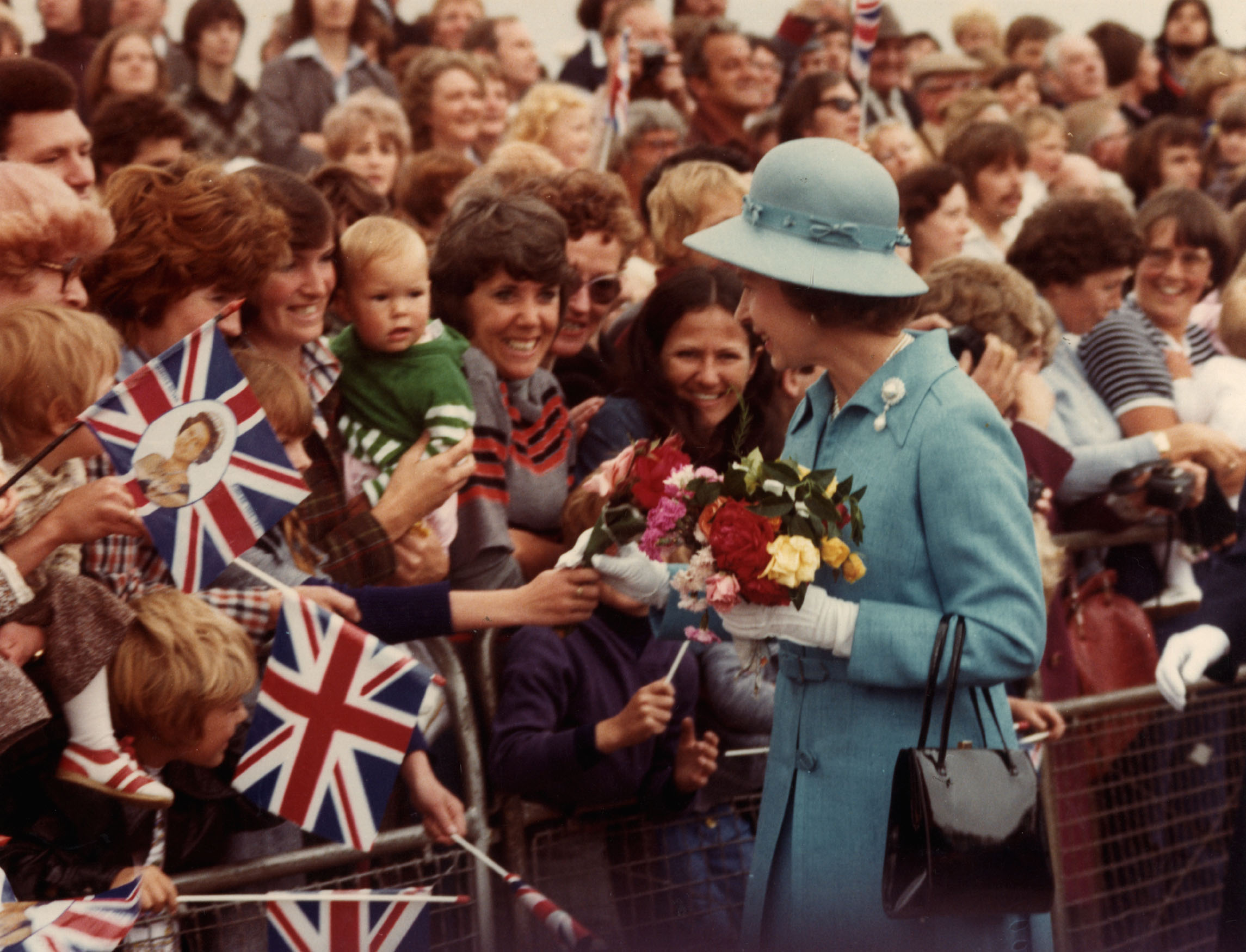
Una folla accoglie la regina Elisabetta II in visita ufficiale a Washington; 1977

Nel 1977 Elisabetta II festeggiò il suo Giubileo d'Argento, il venticinquesimo anniversario della sua ascesa al trono. Festeggiamenti ed eventi speciali ebbero luogo in tutto il Commonwealth, spesso in occasione dei suoi viaggi nei vari Paesi. Le celebrazioni riaffermarono la popolarità di cui la regina godeva presso i suoi sudditi, nonostante i termini negativi con cui la stampa raccontava la separazione in atto della principessa Margaret dal marito.
Nel 1979 due eventi colpirono in maniera diretta la vita della sovrana: in primo luogo, venne alla luce che Anthony Blunt, ex-Surveyor of the Queen's Pictures (curatore della collezione reale di opere artistiche), era una spia al servizio dell'Unione sovietica, e, infine, la morte di Lord Mountbatten, ex-tutore di Filippo e parente a lei molto vicino, assassinato dalla Provisional IRA.
Verso la fine degli anni '70, secondo Paul Martin Sr., la regina era preoccupata della poca importanza che Pierre Trudeau, Primo ministro canadese, concedeva al ruolo della Corona. Le presunte idee repubblicane di Trudeau sembravano trovare conferma in alcuni suoi bizzarri e poco rispettosi comportamenti, come la piroetta eseguita alle spalle della regina nel 1977 o la rimozione di simboli reali durante il suo mandato. Nel 1980, alcuni politici canadesi si recarono a Londra per discutere del cosiddetto "Rimpatrio della costituzione canadese" e, secondo quanto da loro riferito, trovarono la sovrana "più informata... rispetto a tutti i politici o burocrati inglesi". Essa era particolarmente interessata a seguito del fallimento della "Bill C-60", norma che avrebbe avuto ripercussioni sul suo status come capo di Stato canadese. Il rimpatrio annullò qualunque potere del Parlamento inglese sulla Costituzione canadese, pur lasciando immutato la forma di stato monarchica del Canada. Nelle sue memorie, Trudeau ricorderà che la regina favorì il suo tentativo di riforma costituzionale e che fu molto colpito dalla "grazia che lei manifestava in pubblico" e "la saggezza che mostrava in privato".

#### Gli anni ‘80

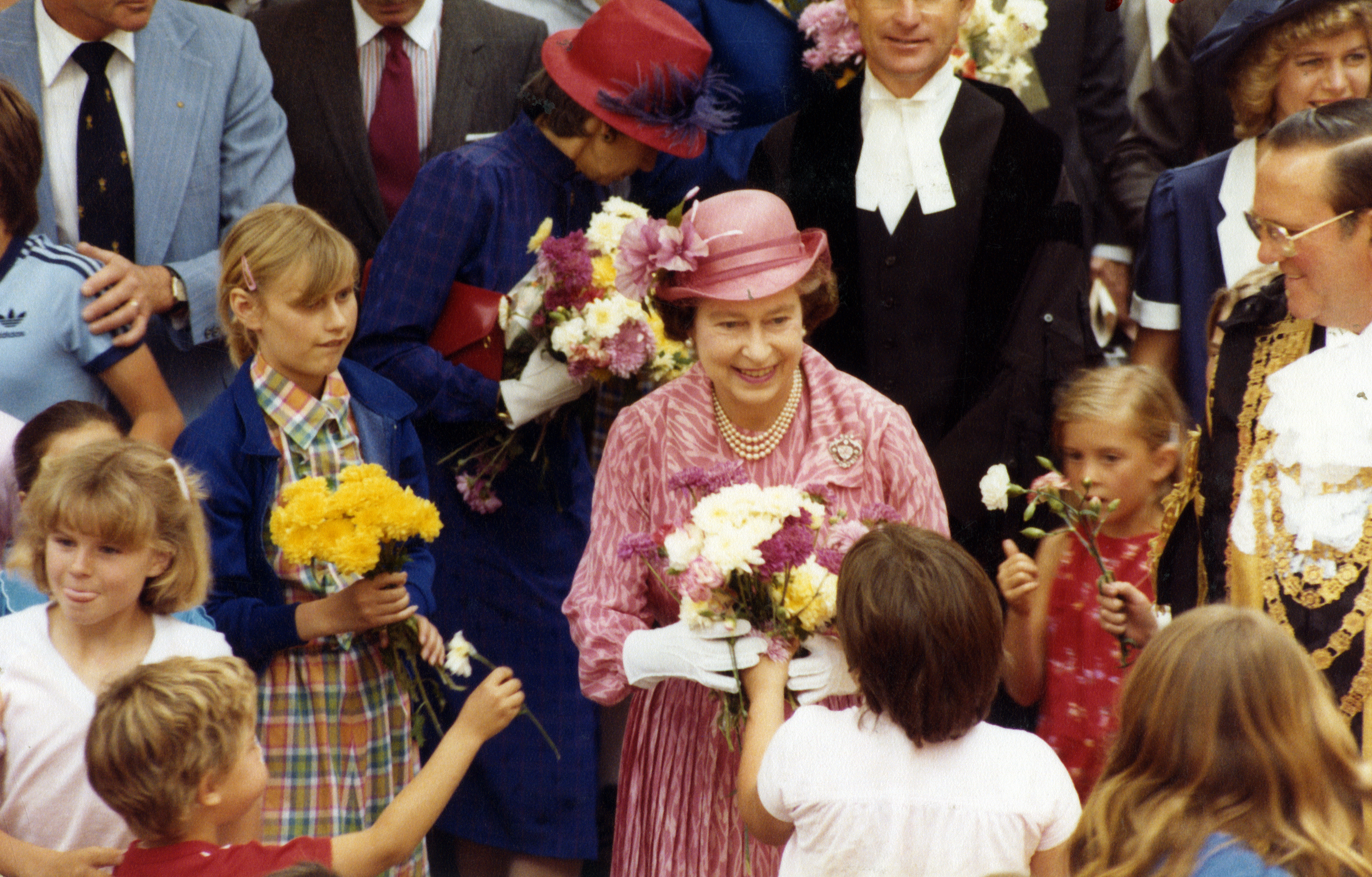
La regina Elisabetta II in visita ufficiale a Brisbane, Australia; 1982

Durante la Sfilata della bandiera (comunemente conosciuta come "Trooping the Colour") del 1981, sei mesi prima del matrimonio tra il principe Carlo e lady Diana Spencer, mentre la regina stava percorrendo a cavallo The Mall, sei colpi di arma da fuoco furono sparati da distanza ravvicinata contro la regina. In seguito, la polizia scoprì che si trattava di colpi a salve. Un giovane diciassettenne, Marcus Sarjeant, venne riconosciuto colpevole dell'atto e condannato a cinque anni di prigione, ma ne scontò solo tre. Nell'ottobre dello stesso anno, la regina fu obiettivo di un secondo attacco a Dunedin, in Nuova Zelanda, compiuto questa con una. 22 Long Rifle dal quinto piano di un edificio che affacciava sulla parata. L'attentatore, Christofer John Lewis, fu arrestato, ma condannato solo per possesso illegale di arma da fuoco.
Nel 1982, allo scoppio della Guerra delle Falkland, la regina seguì con attenzione e preoccupazione lo sviluppo degli avvenimenti, che per lei ebbero anche un risvolto personale: il terzo figlio, il principe Andrea, era membro delle forze armate inglesi impegnate nelle azioni militari.
Il 9 luglio dello stesso anno, Elisabetta trovò al risveglio un intruso seduto sulla sponda del letto. Il tale, di nome Michael Fagan, era riuscito ad eludere il dispositivo di sicurezza ed entrare indisturbato a Buckingham Palace, fino a giungere negli appartamenti privati della sovrana. Questo evento costituisce, ad oggi, la più grave infrazione compiuta nel palazzo e una delle più gravi falle dei servizi di sicurezza, che giunsero dalla sovrana solamente dopo due chiamate.
Gli anni Ottanta segnarono anche l'inizio di un legame di amicizia tra la sovrana inglese e il presidente americano Ronald Reagan, il quale fu ospitato nel 1982 al Castello di Windsor. L'anno successivo, durante la sua visita negli Stati Uniti, la regina si recherà in California, ospite presso il Rancho del Cielo, una tenuta di campagna di proprietà di Reagan. Tuttavia, ciò non evitò l'irritazione di Elisabetta II e del governo di Margaret Thatcher per l'operazione Urgent Fury, con cui gli Stati Uniti invasero di propria iniziativa Grenada, Stato reame del Commonwealth, per via di un suo avvicinamento all'URSS.
Nel 1986 la Regina si recò in Cina per una visita di stato di sei giorni, diventando il primo monarca britannico a visitare il paese. Il tour includeva una visita alla Città Proibita, una visita alla Grande muraglia cinese e una visita al complesso dell'Esercito di terracotta. Ad un banchetto di stato, la regina scherzò sul fatto che il primo emissario britannico in Cina si fosse perso in mare con una lettera della regina Elisabetta I all'Imperatore Wanli e osservò, scherzando, che "fortunatamente i servizi postali sono migliorati dal 1602".

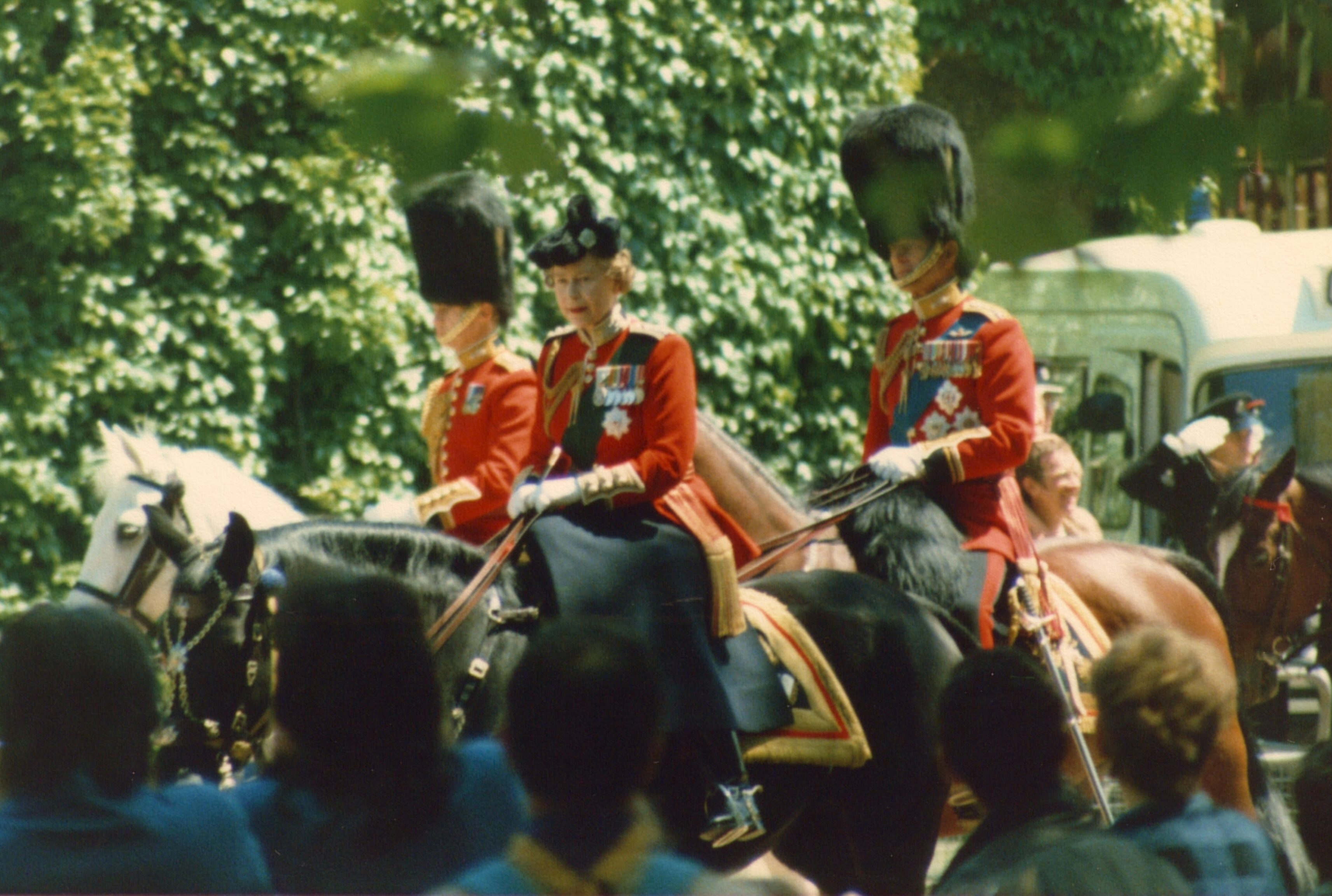
La regina che partecipa a cavallo sul suo "Burmese" alla Sfilata della bandiera del 1986 per l'ultima volta.

##### Fine anni '80
Sempre nel 1986 vi fu di fatto l'ultima apparizione della regina in uniforme militare: alla sfilata della bandiera del giugno 1986, infatti, cavalcò il suo amato cavallo "Burmese" per l'ultima volta. Dall'anno successivo avrebbe cominciato a partecipare alle cerimonie pubbliche muovendosi a bordo di una carrozza scoperta. Nell'ottica di voler cominciare a delegare più importanza e visibilità mediatica alle coppie sposate dei discendenti e di volersi ritagliare per sé un ruolo più defilato di "nonna", da fine anni '80 cominciò anche a non tingersi più i capelli, facendoli apparire nel loro color grigio naturale.
Verso la fine degli anni Ottanta, Elisabetta II divenne l'obiettivo sempre più frequente della satira inglese. La partecipazione di membri della famiglia reale ad un programma televisivo di beneficenza chiamato It's a Royal Knockout! fu ridicolizzata da molti.

#### Gli anni ‘90

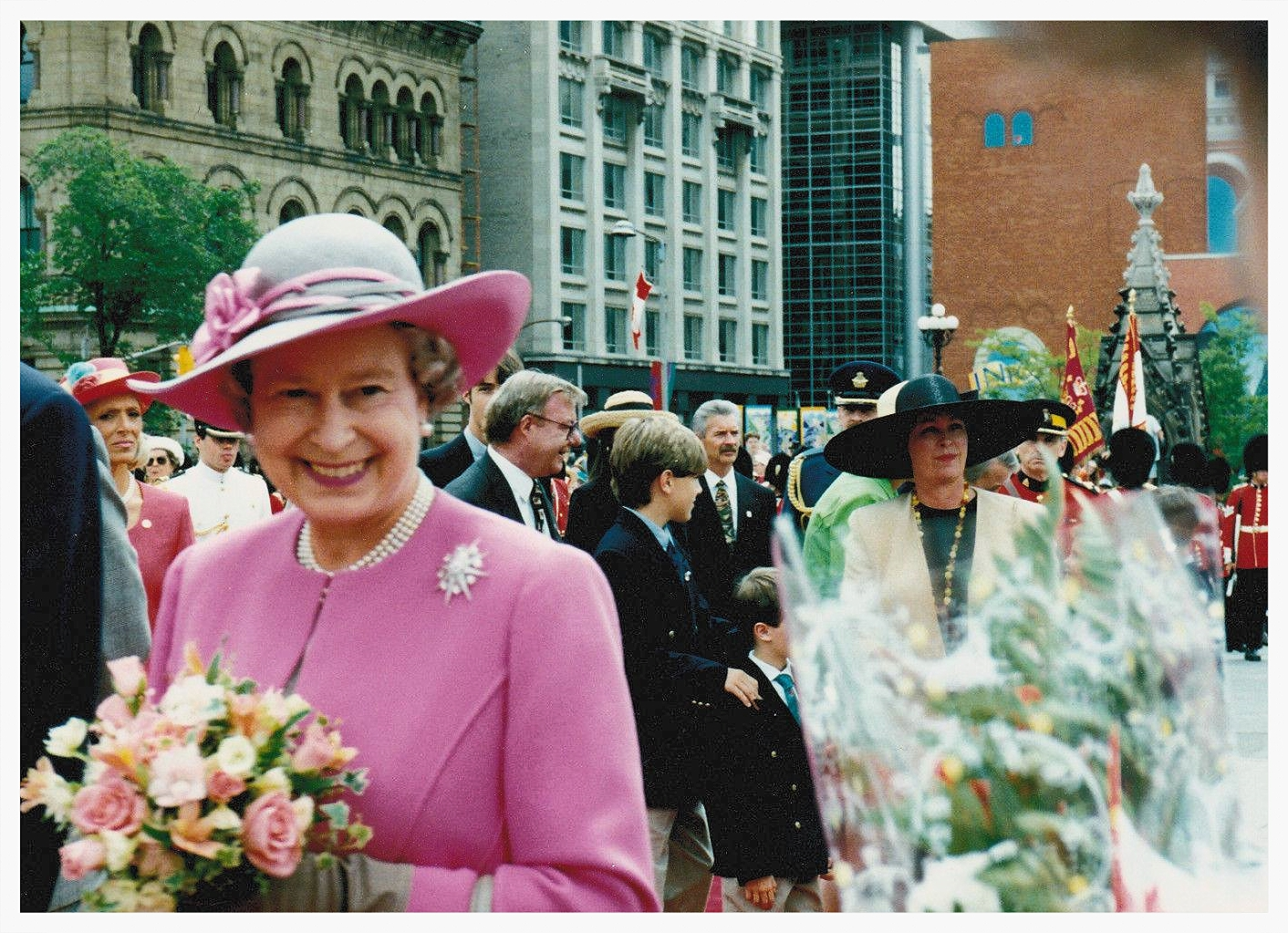
Elisabetta II in visita a Ottawa, capitale del Canada, nel 1992

Nel 1991, sulla scia della vittoria della Coalizione nella Prima guerra del Golfo, Elisabetta II divenne la prima sovrana britannica a parlare al Congresso riunito in seduta congiunta.

##### 1992: l'Annus Horribilis
In un discorso tenuto il 24 novembre 1992, in occasione del quarantesimo anniversario della sua ascesa al trono, la regina si riferì al 1992 come un vero e proprio Annus Horribilis. In quell'anno, infatti, sentimenti repubblicani cominciarono a diffondersi nel Regno Unito a causa di stime fatte dalla stampa riguardo alla ricchezza complessiva della sovrana. Ciò si andò ad aggiungere a notizie riguardanti tradimenti e crisi matrimoniali in atto presso la famiglia reale: a marzo, il principe Andrea, secondo figlio della regina, si separò dalla moglie Sarah Ferguson, mentre il mese successivo fu la principessa Anna a divorziare dal capitano Mark Philips. Ad ottobre, durante una visita di stato in Germania, un gruppo di manifestanti violenti le lanciò uova addosso a Dresda. A novembre, un vasto incendio si sviluppò all'interno del Castello di Windsor, danneggiando gravemente parte dell'edificio e infine nel dicembre 1992, il principe Carlo e sua moglie, Diana Spencer, si separarono formalmente, ma rivelazioni sullo stato della loro relazione continuarono a susseguirsi negli anni successivi. 
Negli anni ‘90 l'istituzione monarchica divenne sempre più soggetta ad attacchi e critiche da parte della stampa e della popolazione. In un inusuale discorso di carattere personale, la regina disse che qualunque istituzione deve aspettarsi critiche, ma chiese che queste fossero mosse con "un tocco di umorismo, gentilezza e comprensione". Due giorni dopo, il Primo ministro inglese, John Major, annunciò una riforma sulle finanze reali, che avrebbe portato la regina a pagare le tasse dal 1993 in poi.

##### La seconda metà degli anni '90

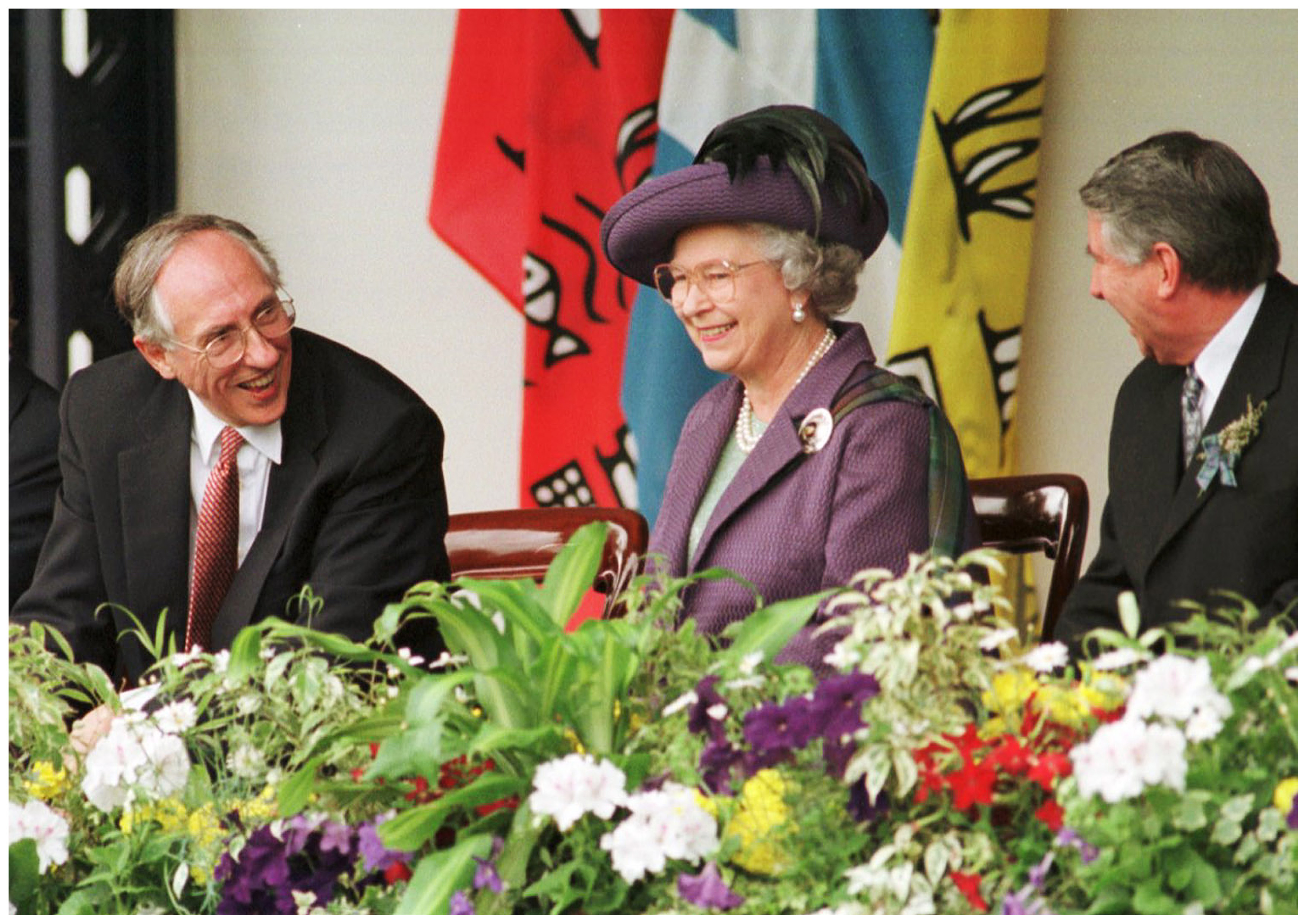
Elisabetta II alla riapertura del Parlamento scozzese con Donald Dewar (a sinistra), e David Steel (a destra); 1999

Nonostante il momento difficile, gli indici di gradimento della sovrana continuavano a rimanere alti e il sentimento repubblicano restava una minoranza. Gli attacchi e le critiche, infatti, non erano rivolti direttamente alla persona della regina o ai suoi comportamenti, quanto piuttosto all'istituzione in sé e ai comportamenti tenuti da vari membri della famiglia reale. Dopo essersi consultata con il marito, con il Primo ministro John Major, con l'Arcivescovo di Canterbury, George Carey, e il suo segretario privato Robert Fellowes, Elisabetta II scrisse a Carlo e Diana verso la fine del dicembre 1995, dicendo che, data la situazione, un divorzio era auspicabile.
Solo un anno dopo il divorzio, nell'agosto 1997, Diana morì in un incidente stradale a Parigi. Al momento dei fatti, Elisabetta II si trovava presso il castello di Balmoral con la sua famiglia. I figli di Carlo e Diana, i principi William ed Harry, vollero partecipare alla messa del mattino e vi furono accompagnati da Elisabetta e dal marito Filippo all'alba del giorno dopo. Dopo tale apparizione pubblica, per cinque giorni consecutivi la famiglia reale non si mostrò in pubblico nel tentativo di proteggere i giovani nipoti dall'assalto dei media. Tuttavia, il ritiro autoimposto dei sovrani e il rifiuto di issare la bandiera a mezz'asta sopra Buckingham Palace suscitò una reazione di forte disappunto presso la popolazione. Tali reazioni obbligarono di fatto Elisabetta II a far ritorno a Londra, da dove trasmise un messaggio televisivo rivolto alla nazione, esprimendo la sua ammirazione per Diana e i suoi sentimenti "di nonna" nei confronti dei due principi. Subito dopo il messaggio, gran parte dell'ostilità nei confronti della sovrana svanì.
Nel novembre 1997, la regina celebrò insieme al marito Filippo il cinquantesimo anniversario del loro matrimonio, tenendo un ricevimento presso la Banqueting House. Durante la serata tenne un discorso ed elogiò Filippo per il suo ruolo di consorte, riferendosi a lui come "mia forza e mio sostegno".
Il 19 giugno 1999 si sposò l'ultimogenito della regina, il duca Edoardo, con Sophie Rhys-Jones. Il matrimonio del 1999, celebrato in una maniera meno sfarzosa e solenne rispetto a tutti i matrimoni reali precedenti, cercava di allontanare il ricordo di quelli dei suoi fratelli maggiori, tutti conclusisi con un divorzio, e di rilanciare l'immagine della monarchia britannica all'alba del nuovo millennio. Sophie stessa divenne per un certo periodo la nuova "icona" reale e in un certo qual modo una "first lady" a livello mediatico, fino al nuovo matrimonio del principe Carlo nel 2005.

#### Il nuovo millennio e il Giubileo d'Oro

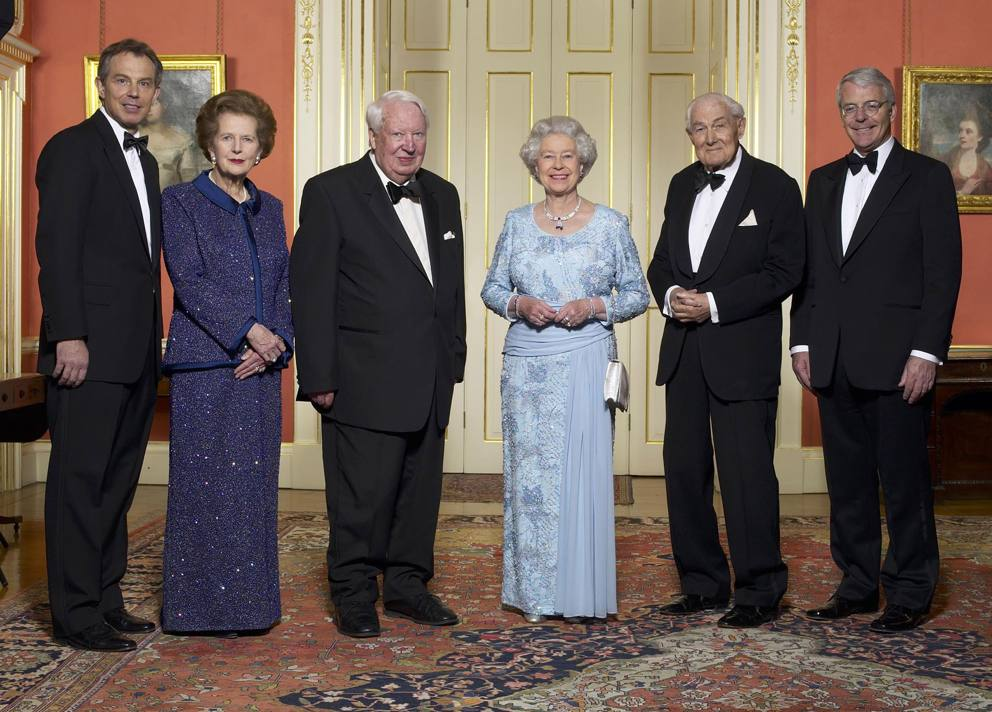
Elisabetta II nel 2002, anno del suo Giubileo d'Oro, con l'allora Primo ministro Tony Blair (primo da sinistra) e altri quattro ex-Primi ministri: da sinistra, Margaret Thatcher, Edward Heath, James Callaghan e John Major

Nel 2002, Elisabetta II celebrò il suo Giubileo d'Oro (Golden Jubilee), che segnava il cinquantesimo anniversario della sua ascesa al trono. Nello stesso anno la regina compì un lungo viaggio nei Paesi del Commonwealth, che partì a febbraio con una visita in Giamaica, che si concluse con un guasto all'impianto elettrico durante il ricevimento finale presso la King's House, il quale venne poi descritto dalla regina come "memorabile". Nonostante le previsioni dei giornali, che parlavano di un Giubileo fallimentare per la monarchia, i festeggiamenti si rivelarono un successo. Essi culminarono nell'evento del 4 giugno nel quale si tenne una funzione di ringraziamento presso la Cattedrale di San Paolo di Londra a cui la regina e il principe Filippo si avviarono a bordo della Gold State Coach. Questo fu seguito da festeggiamenti e dalla parata sul Mall, accompagnato da un passaggio ravvicinato (flypast) di velivoli della Royal Air Force, e di Concorde con la pattuglia acrobatica delle Red Arrows. La famiglia reale seguì l'evento dal balcone centrale di Buckingham Palace.
L'anno del Giubileo, tuttavia, coincise con le morti, nel giro di pochi mesi, della sorella della regina, la principessa Margaret, a febbraio, e della regina madre, avvenuta nel mese di marzo.
Nel 2003 la regina, la cui salute è sempre stata forte, si sottopose a tre operazioni: nel mese di gennaio si operò al ginocchio destro, lesionato a seguito di un incidente durante una passeggiata, mentre a dicembre si operò al ginocchio sinistro per la rimozione di una cartilagine e, allo stesso tempo, vennero rimosse alcune lesioni benigne della pelle del volto. Nell'ottobre 2006 la sovrana dovette rinunciare a partecipare all'inaugurazione dell'Emirates Stadium a causa di uno stiramento dei muscoli della schiena.
Nel novembre 2007 Elisabetta II divenne la prima monarca inglese a celebrare il sessantesimo anniversario di matrimonio (nozze di diamante). Inoltre, dal 21 dicembre 2007 è divenuta il più anziano sovrano britannico di tutti i tempi.

#### Giubileo di Diamante

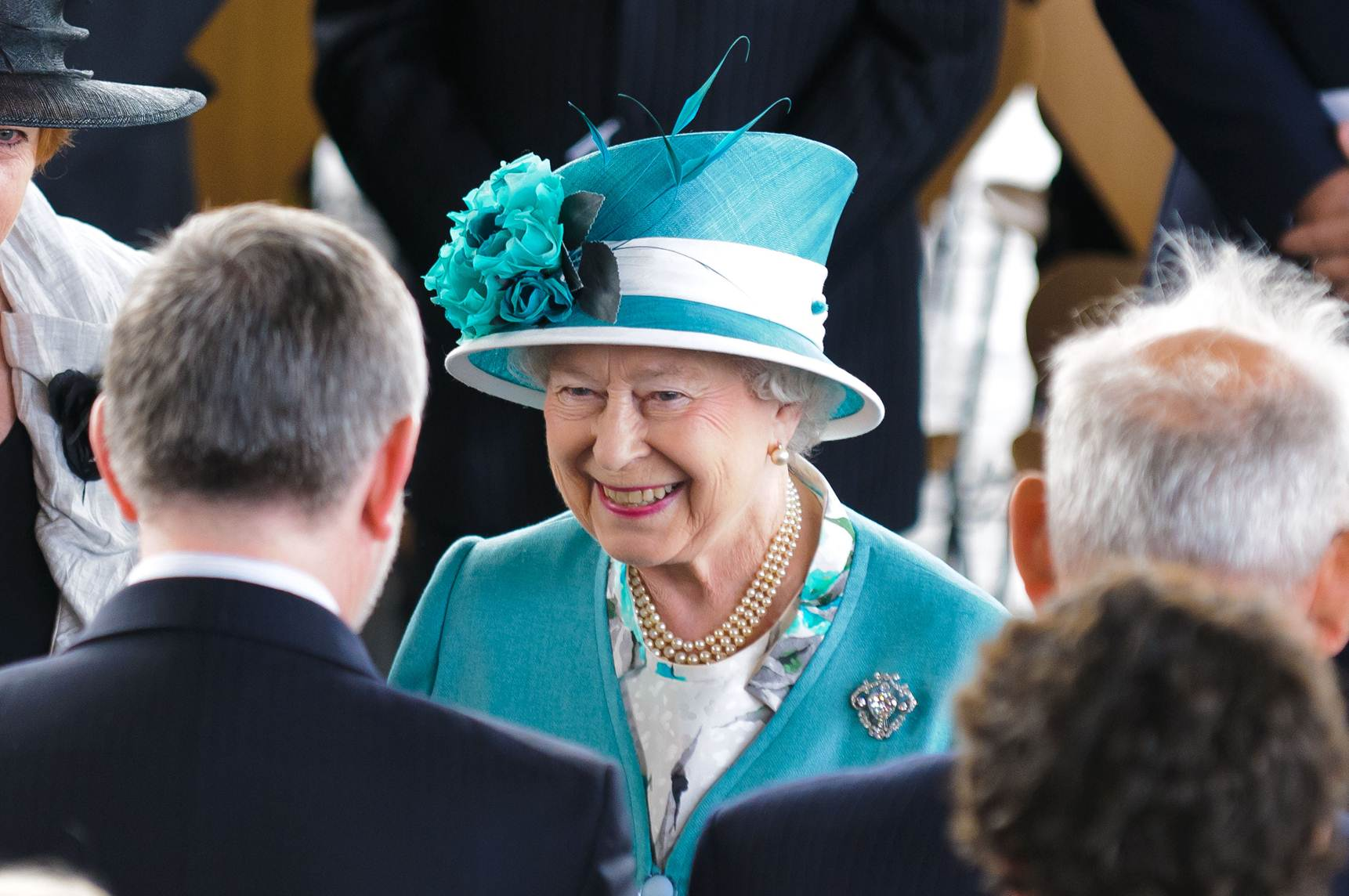
La regina all'inaugurazione del Parlamento gallese; Galles; 2011

Nel 2010 la regina rivolse, per la seconda volta nella sua vita, un discorso all'Assemblea Generale delle Nazioni Unite in qualità di Capo del Commonwealth. In quell'occasione, il Segretario generale Ban Ki-Moon parlò di lei come "un'ancora per il nostro tempo". Durante la sua visita a New York, ebbe l'opportunità di inaugurare un giardino commemorativo dedicato alle vittime britanniche degli attentati dell'11 settembre 2001.
Nel maggio 2011, dopo essere stata ufficialmente invitata dalla Presidente Mary McAleese, Elisabetta II divenne la prima sovrana britannica ad effettuare una visita di stato nella Repubblica d'Irlanda. Nell'ottobre dello stesso anno la regina compì la sua sedicesima visita in Australia, che venne descritta dalla stampa come un "viaggio d'addio" principalmente per l'età avanzata della sovrana.
Il Giubileo di Diamante di Elisabetta II, celebrato nel 2012, segnò il sessantesimo anniversario dall'ascesa al trono e venne celebrato in tutto il Regno Unito e nell'intero Commonwealth. Nel messaggio pubblicato nel giorno della sua successione al trono, la regina scrisse:
Spero, inoltre, che questo Giubileo sia l'occasione per essere grati per i grandi progressi compiuti dal 1952 e per guardare al futuro con mente sana e buon animo.»
In occasione di tale anniversario, Elisabetta II e Filippo partirono per un lungo tour del Regno Unito, mentre i figli e i nipoti partirono a suo nome per viaggi nei Paesi del Commonwealth. Il 4 giugno le fiaccole del Giubileo vennero accese in tutto il mondo. Nel novembre dello stesso anno, la regina e il marito festeggiarono il loro 65º anniversario di matrimonio. Il 18 dicembre divenne la prima sovrana britannica dai tempi di Giorgio III a presenziare ad una riunione del Gabinetto in tempo di pace.
Nell'estate del 2012 Elisabetta II aprì i Giochi della XXX Olimpiade a Londra (e i successivi Giochi Paralimpici), divenendo il primo capo di Stato ad aprire due edizioni dei Giochi in due nazioni diverse (i primi furono i Giochi della XXI Olimpiade a Montréal nel 1976). Le tre edizioni dei Giochi olimpici svoltesi a Londra sono così state aperte da tre generazioni di sovrani britannici diverse: nel 1908 fu Edoardo VII, bisnonno di Elisabetta, mentre nel 1948 fu Giorgio VI, padre della regina. Durante la cerimonia di apertura, prima del suo arrivo allo stadio, venne trasmesso il breve cortometraggio Happy and Glorious, ambientato a Buckingham Palace, nel quale James Bond, interpretato da Daniel Craig va a prelevare la sovrana (interpretata dalla stessa regina) per poi accompagnarla allo stadio in elicottero, dal quale alla fine entrambi sembrano lanciarsi con il paracadute.

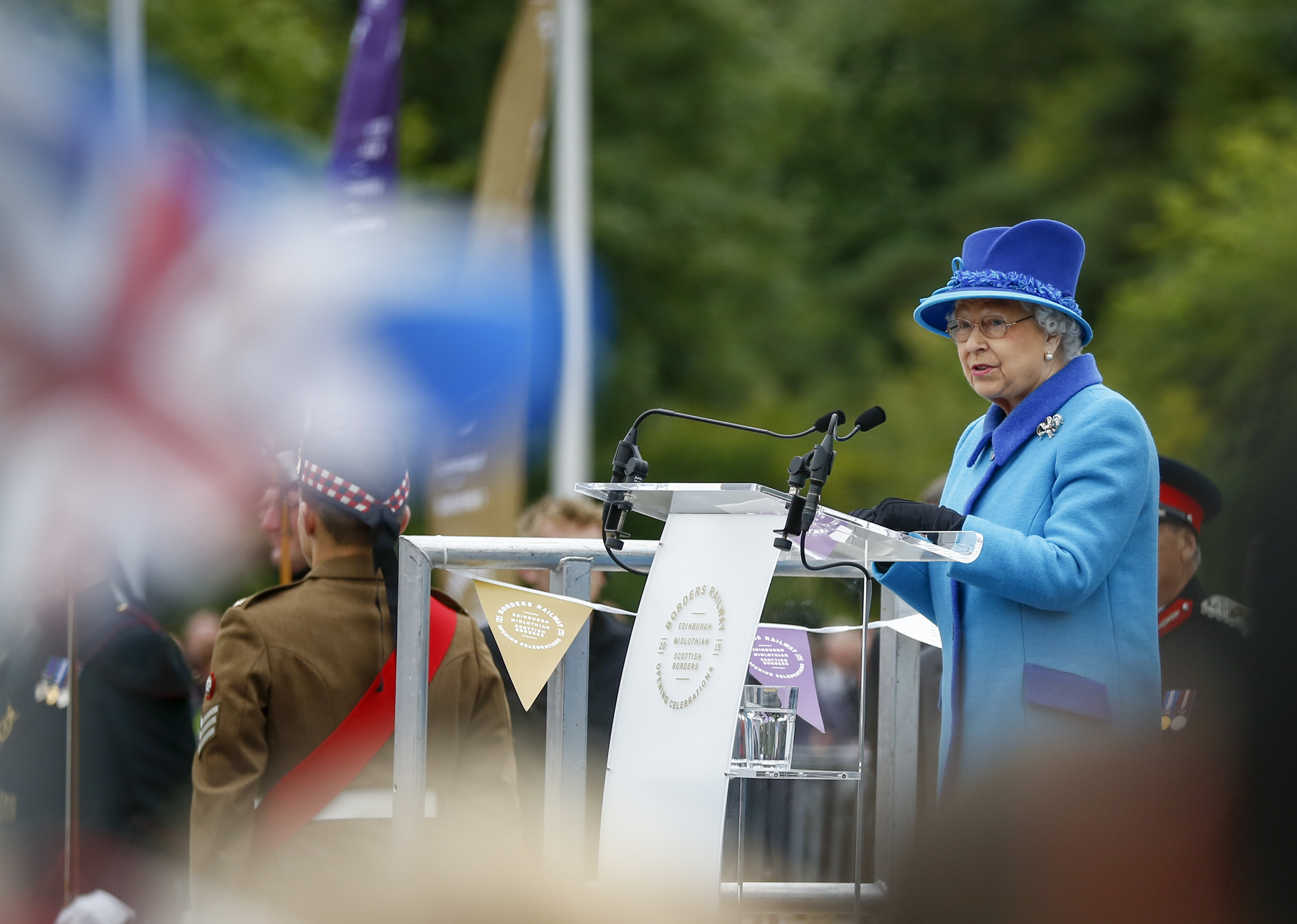
Elisabetta II all'apertura della "Borders Railway" il giorno in cui è divenuta il monarca inglese più longevo; 9 settembre 2015

Il 3 marzo 2013, Elisabetta II venne ricoverata presso il King Edward VII's Hospital a causa di una presunta gastroenterite. Venne dimessa il giorno successivo ma a causa del malessere cancellò tutti i suoi impegni per la settimana successiva, inclusa una visita privata a Roma (prevista dal 6 al 7 marzo), dove era stata invitata dal Presidente della Repubblica Giorgio Napolitano. Il 17 aprile 2013, con un'eccezione al protocollo, la regina partecipò con il Principe Filippo ai funerali della Baronessa Margaret Thatcher, ex Primo ministro del Regno Unito, deceduta l'8 aprile dello stesso anno.
Il 9 settembre 2015, il regno di Elisabetta II divenne il più lungo di sempre nella storia inglese. Dal 23 gennaio 2015 è, inoltre, il monarca più longevo al mondo, dopo la morte di re Abd Allah dell'Arabia Saudita. Il 13 ottobre 2016 è, invece, diventata il capo di Stato in carica da più tempo al mondo, dopo la morte di re Bhumibol Adulyadej. Infine, dal 21 novembre 2017, data delle dimissioni di Robert Mugabe, fino alla morte, è stata il capo di Stato più anziano al mondo.
Il 6 febbraio 2017, Elisabetta II diventa il primo sovrano britannico a celebrare un Giubileo di Zaffiro, cioè il sessantacinquesimo anniversario della sua ascesa al trono, preferendo, tuttavia, non festeggiare come fatto in precedenza ma piuttosto ritirarsi in una "silenziosa contemplazione" ricordando la morte di suo padre. Il 20 novembre celebra privatamente, assieme al marito, il proprio settantesimo anniversario di matrimonio. Nel corso degli anni, il primogenito Carlo e gli altri membri senior della Famiglia Reale hanno cominciato a rappresentare la regina in un numero sempre crescente di occasioni ufficiali, in particolare per i viaggi internazionali.

#### Pandemia di COVID-19

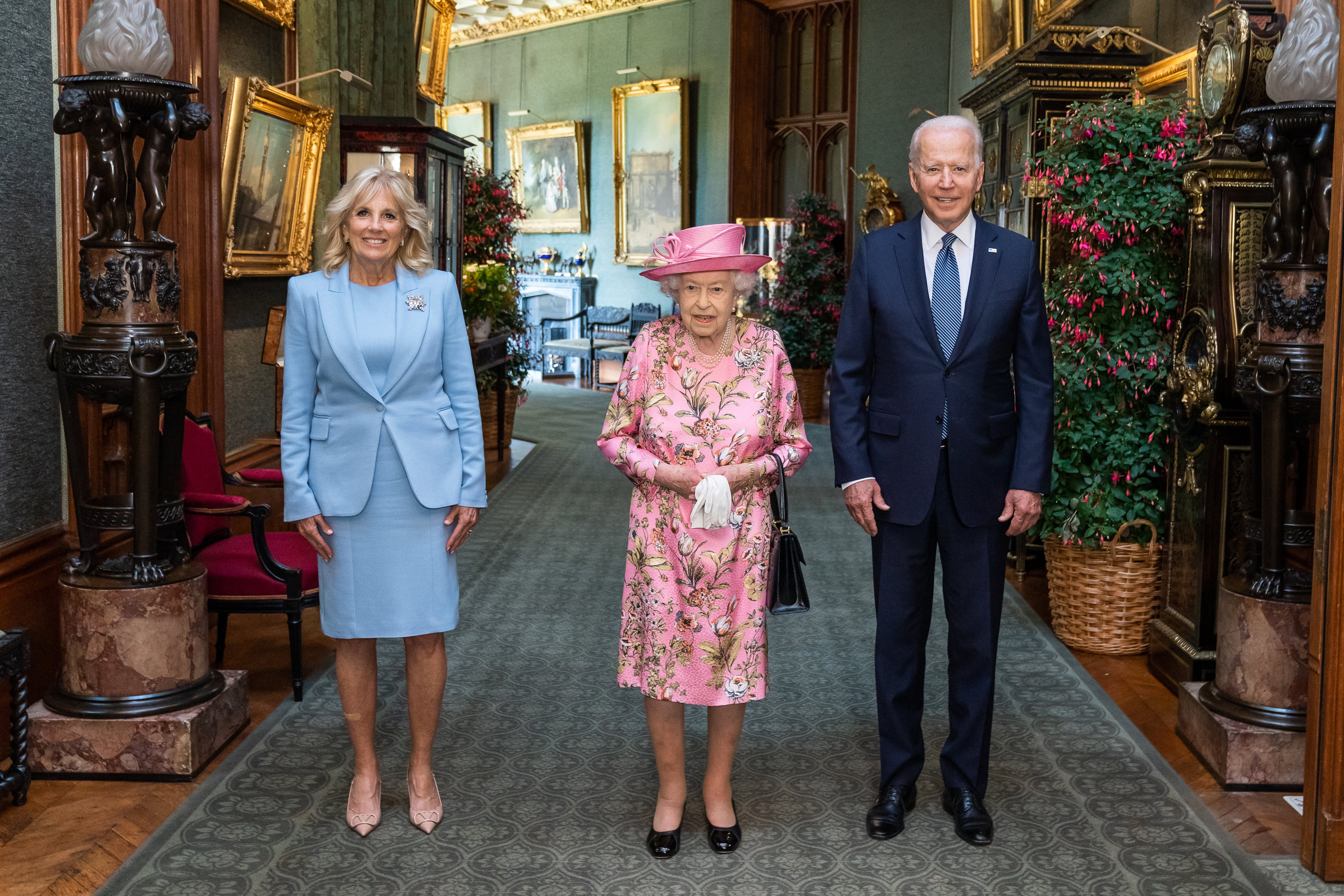
La regina durante la visita del presidente degli Stati Uniti d'America Joe Biden nel Regno Unito; giugno 2021

Il 19 marzo 2020 la regina e il principe Filippo si sono trasferiti al Castello di Windsor per scongiurare un possibile contagio a seguito dell'inizio della pandemia di COVID-19 nel mondo. Il 5 aprile dello stesso anno la monarca registrò un video messaggio indirizzato alla nazione parlando della pandemia di COVID-19: trattasi questo di un momento storico, in quanto è stata la quarta volta nella storia del suo regno, escludendo l'annuale messaggio di Natale, in cui si è rivolta ai sudditi (le precedenti sono state la Guerra del Golfo nel 1991, la morte di Diana Spencer nel 1997 e la morte della Regina madre nel 2002). Dopo sette mesi in cui ha svolto solo udienze virtuali a causa della pandemia, la sovrana è tornata in pubblico il 15 ottobre 2020 per visitare il Laboratorio di Scienza e Tecnologia della Difesa, nel Wiltshire. Il 9 gennaio 2021, Buckingham Palace ha annunciato che la regina e il principe Filippo avevano ricevuto la loro prima dose di vaccino contro la COVID-19. La Regina ha ricevuto la sua seconda dose ad aprile, prima della sua prima apparizione pubblica di persona del 2021.
Il 9 aprile 2021, dopo 73 anni di matrimonio, morì il principe Filippo, fatto che ha reso Elisabetta la prima monarca britannica a regnare come vedova o vedovo dai tempi della regina Vittoria. La sovrana stessa ha osservato in privato che la sua morte "ha lasciato un vuoto enorme". A causa delle restrizioni in vigore nel Regno Unito all'epoca, dovute al COVID, la regina si è seduta da sola al funerale di Filippo, il 17 aprile 2021, gesto che ha suscitato l'empatia e la commozione da parte di persone in tutto il mondo.
Nonostante la pandemia, l'11 maggio 2021 la Regina ha preso parte alla cerimonia ufficiale di Apertura del Parlamento (State Opening of the Parliament) e si è recata al G7 del 2021, tenutosi tra l'11 giugno e il 13 giugno 2021. Inoltre, il 13 giugno 2021 la regina ha accolto al Castello di Windsor il presidente degli Stati Uniti d'America Joe Biden e la sua consorte per una visita ufficiale. Il 5 luglio 2021, ricorrente il 73º anniversario della fondazione del servizio sanitario nazionale britannico (NHS), la Regina ha annunciato in un messaggio personale scritto a mano che la George Cross sarebbe stata conferita all'intero staff medico per "riconoscere tutto il personale del NHS, passato e presente, in tutte le discipline e in tutte e quattro le nazioni".
All'inizio di ottobre 2021, la regina ha cominciato ad usare un bastone da passeggio durante gli eventi pubblici per la prima volta dall'operazione al ginocchio avvenuta nel 2004. Tuttavia, il 19 ottobre 2021 la sovrana ha rifiutato il premio di "Anziano dell'anno" ("The Oldie of the Year Award") assegnato dal mensile britannico The Oldie, affermando che "si è vecchi quando ci si sente tali". La Regina è stata brevemente ricoverata in ospedale il 20 ottobre 2021 per precauzionali "esami preliminari", dopo aver annullato una visita in Irlanda del Nord per motivi di salute, ma ha lasciato l'ospedale il giorno seguente. Non ha potuto, inoltre, partecipare al Servizio Nazionale della Memoria (National Service of Remembrance) il 14 novembre 2021 a causa di un improvviso problema alla schiena. Il 21 novembre 2021 la regina è tornata agli impegni pubblici, partecipando al battesimo congiunto di due dei suoi pronipoti, August, figlio della Principessa Eugenia di York, e Lucas, figlio di Zara Phillips, tenutosi nella Royal Lodge del Windsor Great Park, Berkshire.
Nel suo annuale messaggio di Natale del 25 dicembre 2021, la Regina ha reso un omaggio personale e ha parlato in modo molto commovente del suo "amato Filippo", affermando che: "Quel luccichio malizioso e indagatore che aveva era luminoso come quando ho messo gli occhi su di lui per la prima volta".

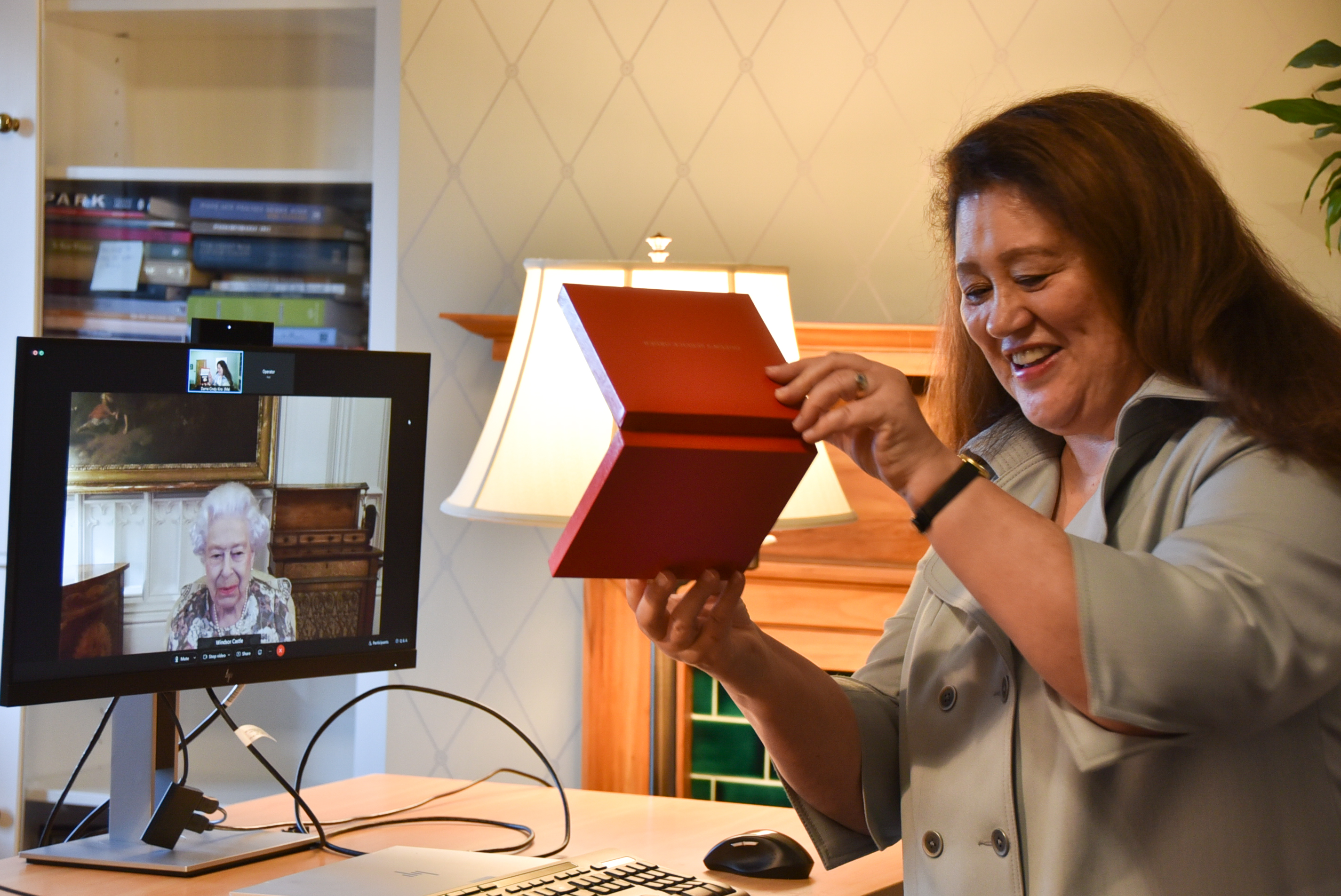
La regina durante un'udienza virtuale (telematica) con la governatrice della Nuova Zelanda Cindy Kiro; ottobre 2021

#### Giubileo di platino e ultimi impegni
I festeggiamenti per il Giubileo di platino sono iniziati il 6 febbraio 2022. Questo giubileo segna il traguardo dei 70 anni da quando la Regina salì al trono, dopo la morte improvvisa di suo padre Re Giorgio VI. Le celebrazioni ufficiali si sono aperte con un ricevimento tenuto a Sandringham House il 5 febbraio. Il 6 febbraio, inviando un messaggio di ringraziamento a tutti i suoi sudditi, la regina ha rinnovato il suo impegno per una vita al servizio della Nazione, come originariamente fece nel 1947, al compimento del suo ventunesimo compleanno. Nel testo integrale del messaggio poteva essere apprezzato il seguente passaggio:
Il 20 febbraio 2022 Buckingham Palace ha annunciato in una nota ufficiale che la Regina era risultata positiva al COVID-19 e che presentava "lievi sintomi"; il 28 febbraio successivo è stata annunciata la sua guarigione, confermata dall'incontro fra la Regina e il Primo Ministro Canadese Justin Trudeau al Castello di Windsor il 7 marzo 2022. Durante la quarantena da Covid-19, la regina si è molto preoccupata della Crisi diplomatica russo-ucraina del 2021-2022, e ha ricevuto tutti gli aggiornamenti della situazione dal primo ministro Boris Johnson, e a seguito dell'invasione dell'Ucraina da parte della Russia il 24 febbraio 2022, la monarca ha fatto una "generosa" donazione al Comitato di emergenza per i disastri a seguito dell'appello umanitario dell'Ucraina. Il 6 marzo 2022 il Palazzo ha lasciato trapelare, senza darne una comunicazione ufficiale, la decisione della Sovrana di non tornare ad usare Buckingham Palace come propria residenza ufficiale e di trasferirsi definitivamente nel Castello di Windsor, in cui già dimorava insieme al Principe Filippo dal 2020 a causa della pandemia di Covid-19.

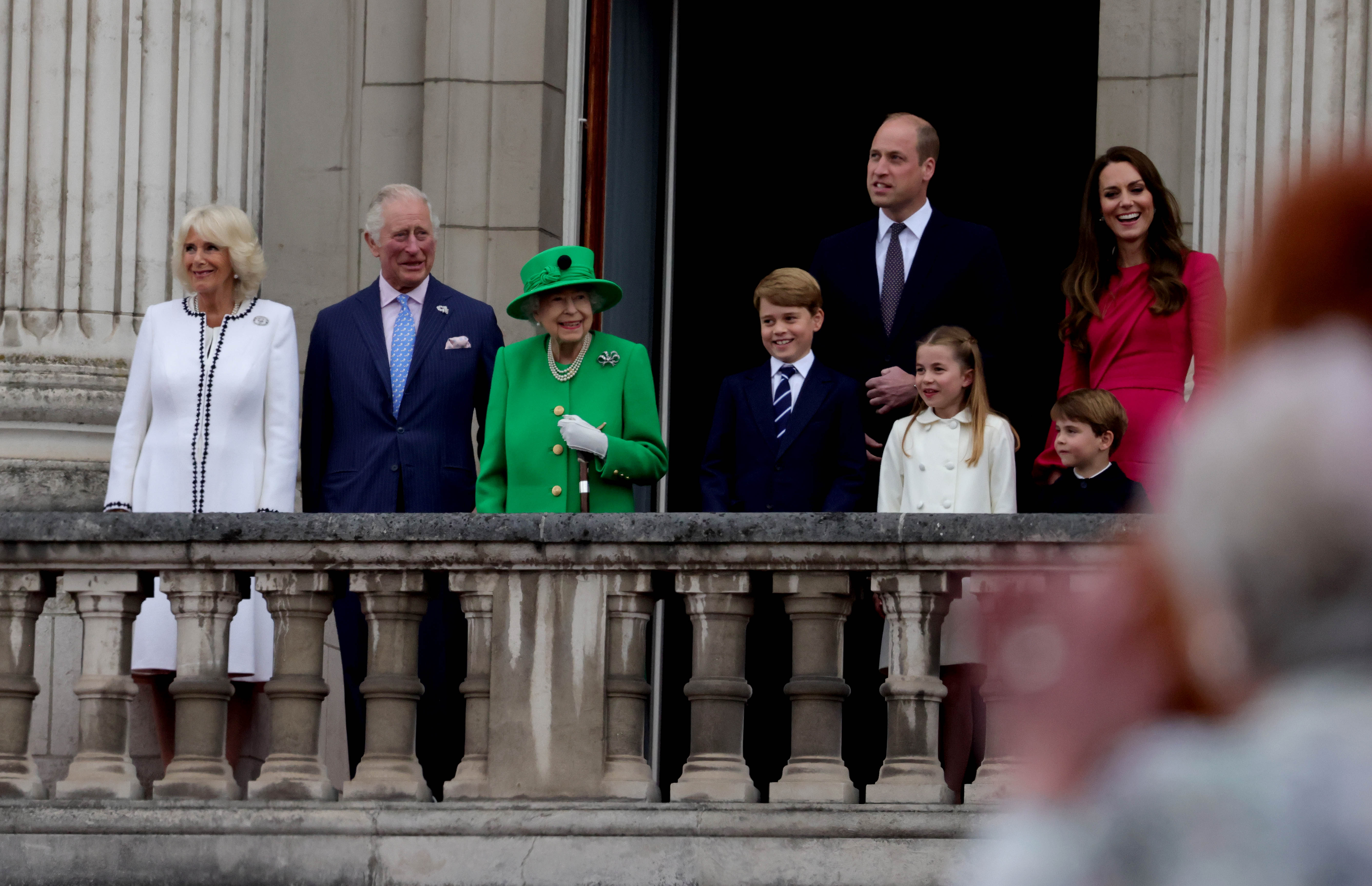
La regina con la famiglia reale al termine delle celebrazioni per il suo giubileo di platino, 5 giugno 2022

Il 14 marzo 2022 la Regina non ha partecipato al Servizio di Ringraziamento per la Giornata del Commonwealth a causa di problemi di deambulazione, inviando invece un messaggio che è stato letto nel corso della cerimonia. Fonti ufficiali hanno fatto sapere che il diario di appuntamenti della Regina sarebbe stato rivisto in modo tale da non affaticare la Sovrana e farla arrivare quanto più in forma possibile alle celebrazioni del Giubileo di Platino a giugno. Il Palazzo ha fatto inoltre sapere che Sua Maestà non aveva alcun problema di salute, cosa confermata in occasione di due udienze con la Regina concesse in presenza, il 15 marzo 2022, in occasione dell'incontro al Castello di Windsor con la Governatrice Generale del Canada Mary Simon e il giorno successivo, in occasione del conferimento della Queen's Gold Medal for Poetry 2021 alla poetessa e scrittrice Grace Nichols.
Il 29 marzo 2022 la Regina si è recata presso l'abbazia di Westminster per partecipare, insieme a tutta la Famiglia Reale inglese, alla cerimonia di ringraziamento per la vita e le opere del Principe Filippo, Duca di Edimburgo. Alla cerimonia, oltre alle Autorità inglesi, erano presenti Sovrani e Membri delle Famiglie Reali di tutta Europa, riuniti per rendere omaggio alla memoria del defunto principe, come non era stato possibile in occasione del funerale ufficiale, a causa delle restrizioni in vigore al tempo.
A causa della persistenza dei problemi di deambulazione, la Regina ha dovuto rinunciare “con riluttanza” (come dichiarato nella nota ufficiale rilasciata alla stampa da Buckingham Palace) alla partecipazione alla Cerimonia di apertura del Parlamento del Regno Unito tenutasi il 10 maggio 2022, delegando il figlio Carlo e il nipote William, nel loro ruolo di Consiglieri di Stato, a svolgere questo compito in sua vece. La Regina ha tuttavia partecipato, il 17 maggio 2022, all'inaugurazione della nuova linea della metropolitana di Londra, la "Elizabeth Line", accompagnata dal figlio Edoardo. Giorni prima aveva partecipato ad altri eventi al di fuori delle mura del Castello di Windsor il 13 maggio, il 15 maggio e infine il 16 maggio. Un ulteriore evento che ha visto la presenza della monarca è stato il Chelsea Flower Show, il 23 maggio, seguito da un incontro con l'Emiro del Qatar Tamim bin Hamad Al Thani, il 24 maggio.
I festeggiamenti ufficiali del Giubileo di platino sono iniziati il 2 giugno 2022, con la parata del Trooping the Colour, che ha visto partecipare tutti i membri della famiglia reale che svolgono compiti ufficiali per conto della regina; la monarca era presente al saluto alla folla dal balcone di Buckingham Palace a fine parata. Alla sera, dal Castello di Windsor, la monarca ha acceso il cosiddetto "Albero degli Alberi", fiaccola costruita a forma di albero con moltissimi fari in prosecuzione dell'iniziativa The Queen's Green Canopy, che si sono accesi tramite un sistema attivato dal Commonwealth of Nations' Globe, un gioiello di forma sferica che conteneva un riferimento ai quattro giubilei (argento, oro, diamante e platino) festeggiati dalla regina nel corso del suo lungo regno. Per via di un "malessere" provato a causa dello stare troppo in piedi, Elisabetta non ha presenziato al Servizio di ringraziamento in suo onore, tenutosi presso la Cattedrale di San Paolo di Londra il 3 giugno, a cui hanno invece partecipato tutti gli altri membri della famiglia reale. Il 5 giugno, ultimo giorno delle celebrazioni, dopo lo svolgimento della manifestazione dal titolo "People's Platinum Jubilee Peagentry", accompagnata dal principe di Galles, dalla duchessa di Cornovaglia e dai duchi di Cambridge con i loro figli, la sovrana è apparsa per un ultimo saluto alla folla in festa dalla balconata di Buckingham Palace; quella stessa sera, la regina ha ringraziato con un messaggio a sua firma tutti coloro i quali hanno preso parte alle celebrazioni e che le hanno inviato i loro auguri per l'occasione.

#### Morte e funerali

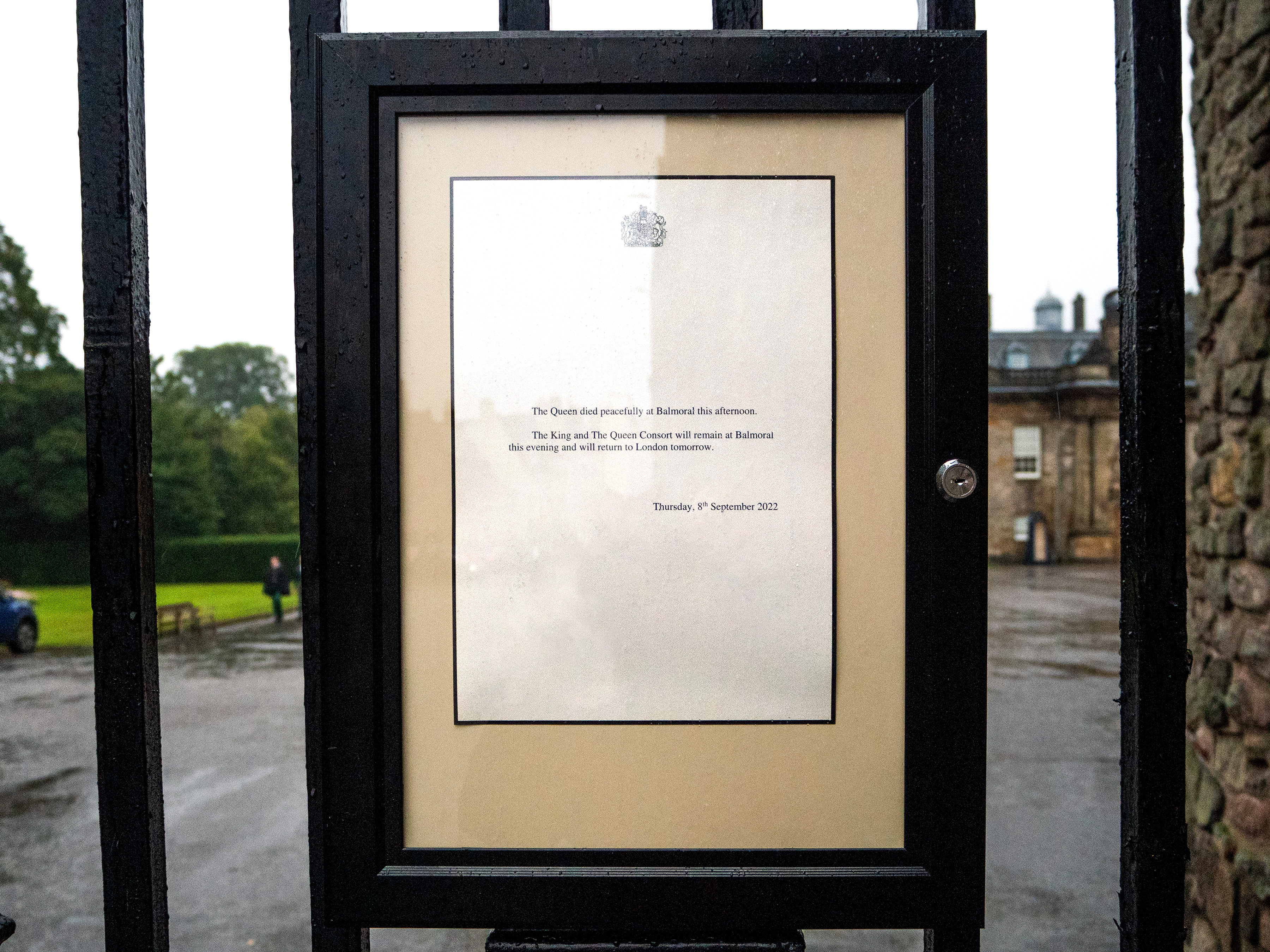
L'annuncio ufficiale della morte di Elisabetta II al cancello del Castello di Balmoral

Elisabetta II è deceduta nella tenuta scozzese di Balmoral giovedì 8 settembre 2022, alle ore 15:10 (BST). Poche ore prima dell'annuncio del decesso, un comunicato affermava che la Regina era stata posta "sotto osservazione medica" e che i medici si dicevano preoccupati per il suo stato di salute, costringendo tutti i figli della regina a raggiungerla a Balmoral. La notizia ha immediatamente avuto un riscontro mondiale (il sito della casa reale è andato in tilt a causa dell'improvviso aumento delle visite) e la BBC ha interrotto la normale programmazione per seguire in diretta gli sviluppi circa lo stato di salute della sovrana, sino all'annuncio del decesso alle ore 18:31 (ora locale) con conseguente affissione sulla cancellata di Buckingham Palace e delle altre residenze reali dell'annuncio stesso, che recitava: "La Regina è morta serenamente questo pomeriggio a Balmoral. Il Re e la Regina Consorte resteranno a Balmoral questa notte e torneranno domani a Londra".
Soltanto due giorni prima, sempre a Balmoral, la regina aveva formalmente incaricato la neopremier Liz Truss (appena eletta dall'assemblea del Partito Conservatore dopo le dimissioni di Boris Johnson) di formare il nuovo governo. In tale occasione, la sovrana era apparsa visibilmente deperita e con le mani emaciate, a fronte dei trattamenti ai quali si era sottoposta per il progressivo aggravarsi delle sue condizioni di salute.

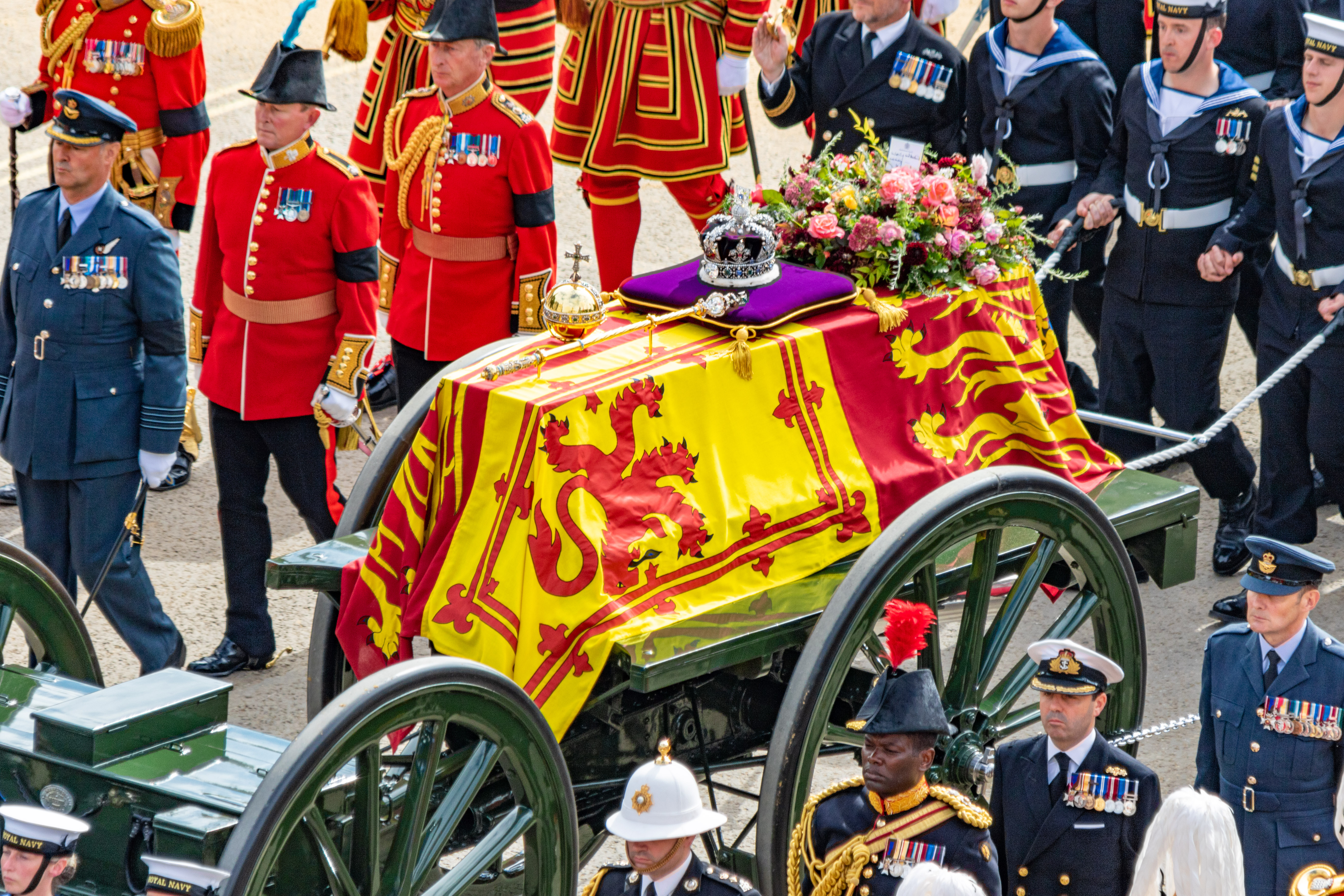
Il feretro della regina durante i funerali del 19 settembre 2022; sulla bara, avvolta con lo stendardo reale britannico, vi è la Corona Imperiale di Stato, insieme al globo e allo scettro

Subito dopo il decesso della regina, è scattata l'Operazione London Bridge, ovvero il piano riguardante tutti i dettagli del funerale di Elisabetta (adottandone la variante “Unicorn”, essendo la sovrana morta in Scozia anziché a Londra): il figlio Carlo è diventato automaticamente re con il nome di Carlo III, mentre l'11 settembre il feretro della defunta monarca è stato trasportato con un'autofunebre a Edimburgo; lì è stato esposto prima nel Palazzo di Holyrood (residenza ufficiale dei sovrani britannici in Scozia) e poi nella Cattedrale di St. Giles. Due giorni dopo, la bara della regina ha lasciato la Scozia, giungendo a Londra con un volo militare della RAF; il 14 settembre, alle 14:22, un solenne corteo funebre di trentotto minuti ha scortato il feretro da Buckingham Palace al Palazzo di Westminster, sede del Parlamento. I figli Carlo, Anna, Andrea ed Edoardo, insieme al nuovo principe di Galles William e al fratello di quest'ultimo, Harry, hanno seguito a piedi la bara della regina fino al suo arrivo nella Westminster Hall, la sala più antica e grande del palazzo. Lì, dopo una breve cerimonia religiosa presieduta dall'arcivescovo di Canterbury Justin Welby, è stata aperta al pubblico la camera ardente per quattro giorni.
I funerali della sovrana si sono svolti lunedì 19 settembre nell'abbazia di Westminster. Il feretro ha poi raggiunto il castello di Windsor per la sepoltura nella cappella commemorativa di re Giorgio VI nella cappella di san Giorgio; anche il marito, Filippo di Edimburgo, è stato sepolto accanto alla regina durante una cerimonia privata. A cinque giorni dalla sepoltura, la casa reale ha pubblicato la prima foto della lapide con incisi i nomi dei genitori della regina, seguiti da quelli di Elisabetta II e del marito. Al centro della lapide c'è la stella della Giarrettiera, simbolo dell'antico ordine cavalleresco di cui tutti e quattro i reali facevano parte.

## Ruolo istituzionale

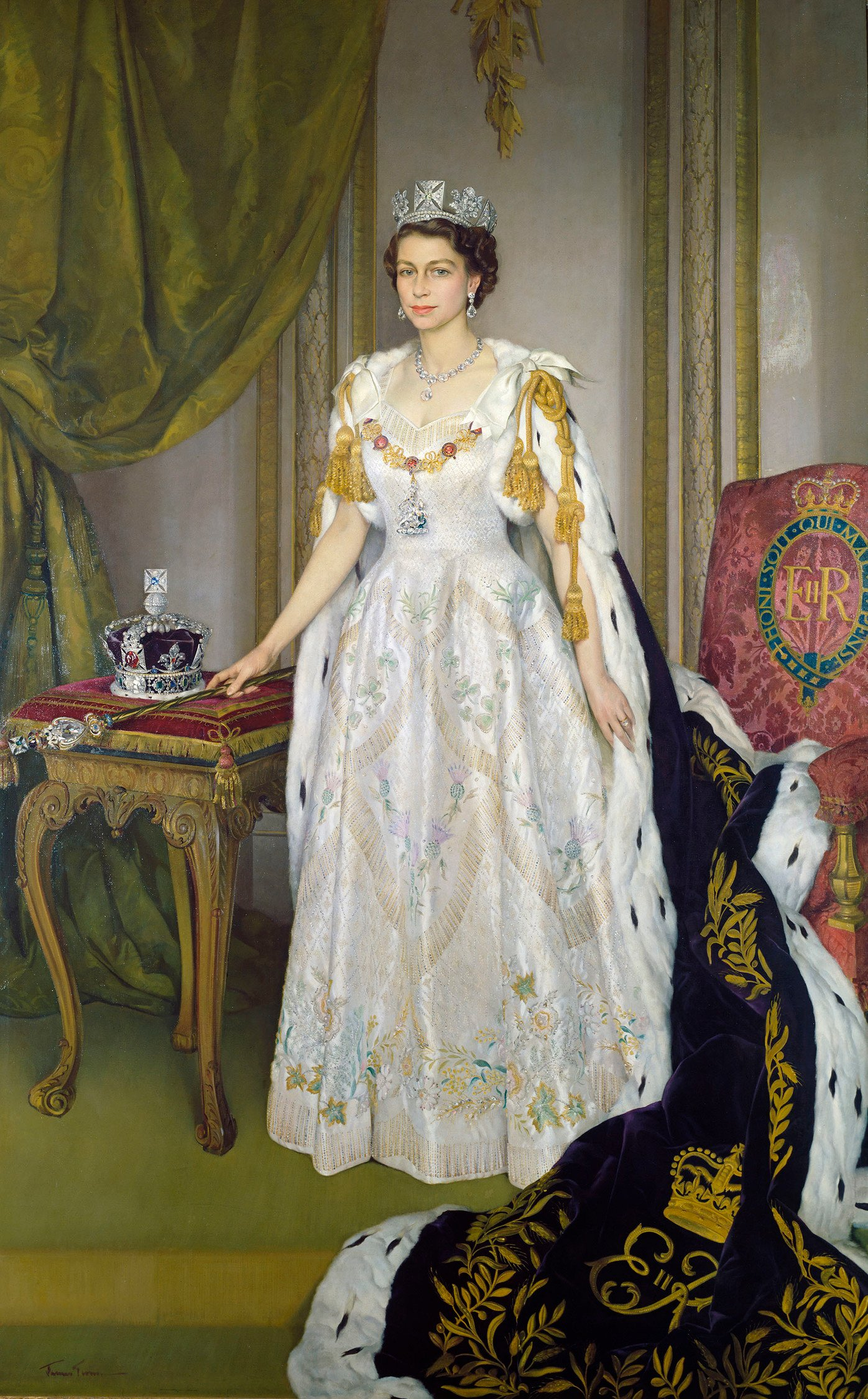
Elisabetta II ritratta nel 1953 dal pittore Herbert James Gunn

### La Corona nel sistema costituzionale inglese
Il Regno Unito rappresenta il primo stato al mondo in cui si è affermata una forma di governo che va sotto il nome di "parlamentarismo", derivazione della più antica "monarchia costituzionale", nata dalla Gloriosa Rivoluzione, avvenuta tra il 1688 e il 1689. A seguito di tali eventi, che portarono alla deposizione di Giacomo II d'Inghilterra e all'ascesa al trono di Maria II e di suo marito Guglielmo III d'Orange, venne approvato il Bill of Rights del 1689, uno degli atti legislativi su cui tuttora si fonda il sistema costituzionale inglese. Tale documento andò, di fatto, a limitare la sovranità del monarca, preferendo l'attribuzione di poteri decisionali al Parlamento, il cui ruolo si è poi andato rafforzando con l'affermazione del principio per cui il Governo (Cabinet) deve godere della fiducia della Camera dei comuni. Tale principio, conosciuto come "rapporto fiduciario", modificò i legami tra gli organi istituzionali, avvicinando l'esecutivo al Parlamento e depauperando il sovrano di ogni potere sostanziale. Ad oggi, il sovrano britannico svolge funzioni simili a quelle di un Presidente della Repubblica all'interno di una repubblica parlamentare. Elisabetta II, in quanto regina, svolge il ruolo di capo di Stato. La Corona, istituzione che lei rappresenta, ha un valore simbolico di unità e identità nazionale. I poteri che le sono riconosciuti sono perlopiù formali e sono esercitati dal Primo Ministro e dal Governo. Tuttavia, i poteri della regina non sono da sottovalutare, essa continua, infatti, ad esercitare tre diritti essenziali: il diritto ad essere consultato, il diritto di consigliare e il diritto di mettere in guardia. 

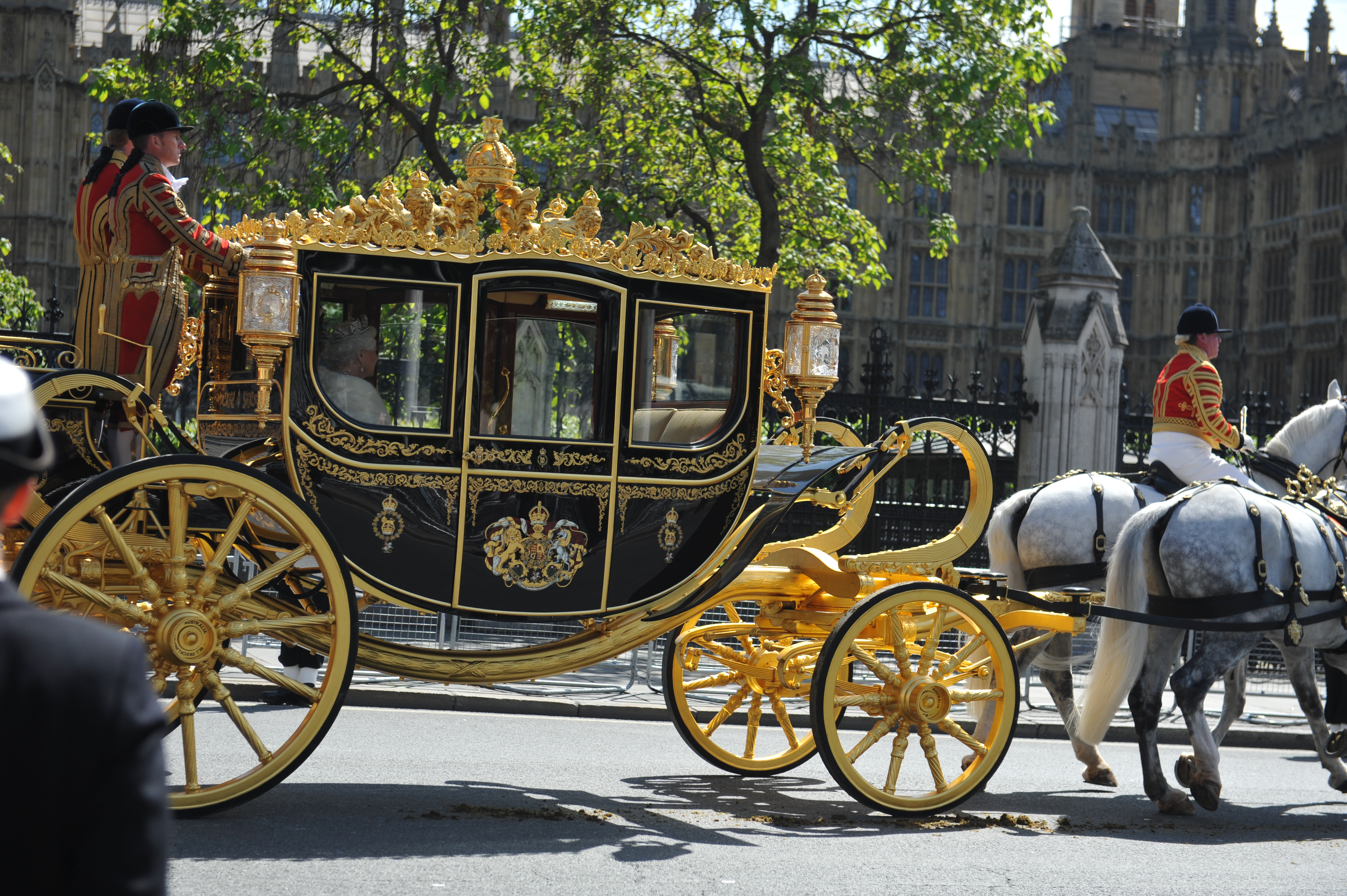
Elisabetta II si reca alla cerimonia di apertura del Parlamento inglese nel 2015

#### La regina e il Parlamento inglese
Secondo la tradizione costituzionale, il Parlamento inglese, come istituzione, è formato da tre soggetti: la Camera dei Lords, la Camera dei Comuni e la Corona. Ciò rappresenta il più ampio concetto di "Corona in Parlamento" (Crown in Parliament o Queen/King in Parliament) per cui il Parlamento agisce con il consiglio e il consenso (advise and consent) del sovrano. La regina, infatti, può legalmente garantire o negare l'assenso alle leggi, anche se, di fatto, il suo potere discrezionale rimane limitato e strettamente dipendente dalla volontà dell'assemblea.
Ogni anno, la regina nel Regno Unito, o il suo governatore generale negli altri reami del Commonwealth, partecipa alla cerimonia di apertura del Parlamento, che solitamente si tiene nei mesi di maggio/giugno e durante la quale la regina tiene un discorso dinanzi entrambe le camere riunite (il cosiddetto "Speech from the Throne" o "Queen's Speech"), che è però redatto dal Primo ministro e dal Governo e contiene le linee essenziali del programma di quest'ultimo.
Infine, è la regina che ha il potere di sciogliere la Camera dei Comuni e, di conseguenza, indire nuove elezioni politiche (general election), ma non può compiere tale atto in autonomia, essendo necessaria una richiesta formale dell'esecutivo, subordinata a determinate regole che ne limitano l'abuso.

#### La regina e il Governo

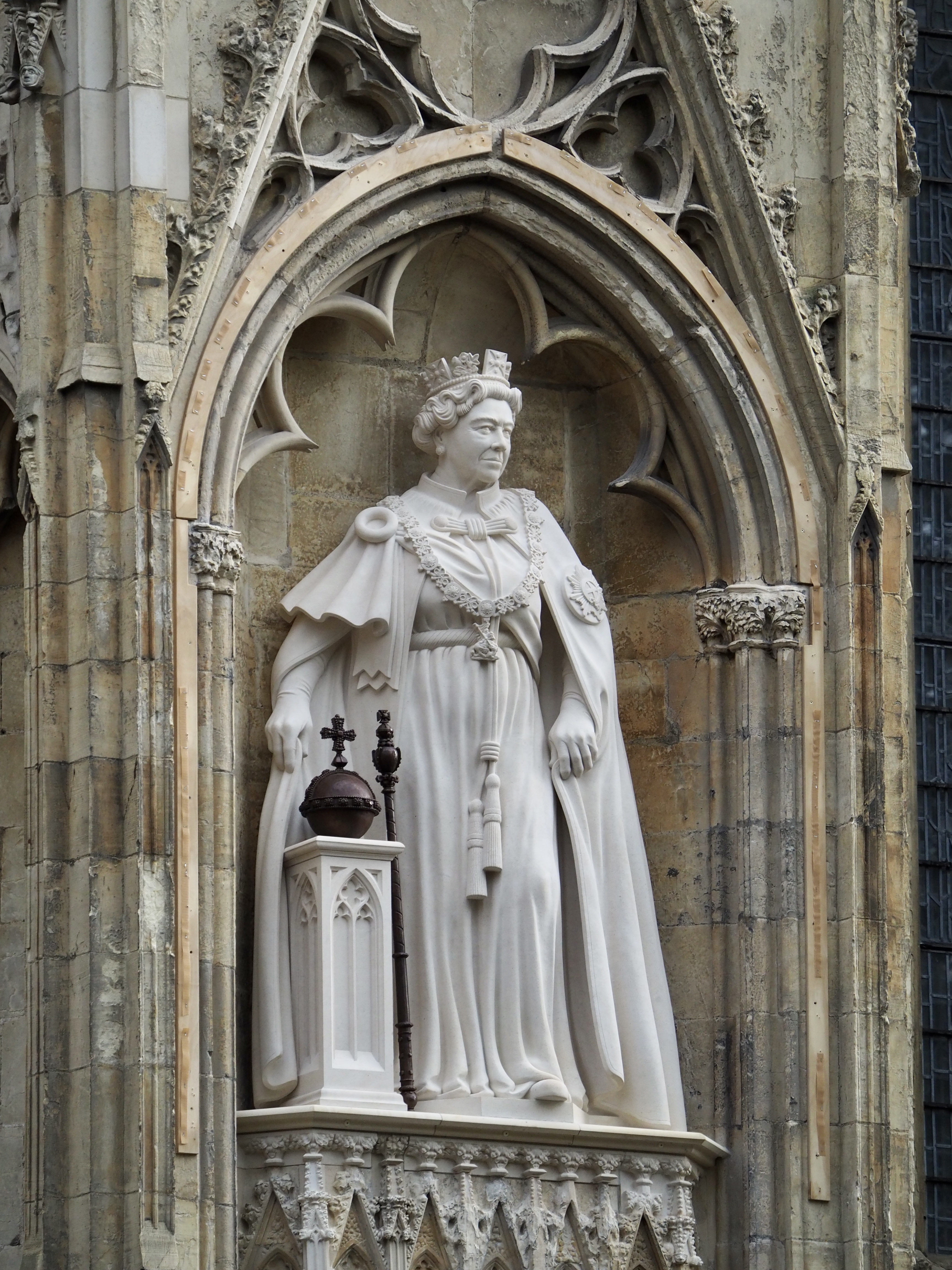
Statua di Elisabetta II sulla facciata della Cattedrale di York

La regina ha anche un ruolo nel governo esecutivo. I governi sono conosciuti come i "governi di Sua Maestà" e la regina nomina i ministri che vi lavorano. In pratica, comunque, la composizione del governo non è determinata dalla regina, ma dal primo ministro, che "consiglia" la regina. All'indomani delle elezioni, salvo i casi in cui non vi è una maggioranza in parlamento (hung Parliament), è consuetudine che la regina nomini alla carica di Primo ministro il leader del partito più votato alle elezioni tramite l'istituto formale del "kissing hands".
Dopo la nomina e l'entrata in carica, il primo ministro è tenuto ad avere incontri settimanali con la regina, nei quali discutere liberamente dell'azione di governo. Benché la tradizione le imponga di non intervenire direttamente in politica, il suo lungo periodo di servizio, il fatto che sia stata interlocutrice di ogni Primo ministro, a partire da Winston Churchill, insieme alla sua conoscenza di molti leader mondiali, fanno sì che nel momento in cui Elisabetta II esprima un'opinione, per quanto cauta, le sue parole vengano prese in seria considerazione, a dimostrazione del potere di influenza che ella può avere. Nelle sue memorie, Margaret Thatcher offriva questa descrizione dei suoi incontri settimanali con la regina:
A dimostrazione del potere di influenza di cui gode la Elisabetta II, si può ricordare come durante una discussione all'interno del Commonwealth a proposito delle sanzioni al Sudafrica nel 1986, la regina fece un puntiglioso riferimento al suo ruolo di capo del Commonwealth che, al tempo, fu interpretato come un segno di disaccordo rispetto alla scelta dell'allora primo ministro Thatcher di opporsi al fatto che le medesime fossero comminate ai responsabili.

##### Primi ministri

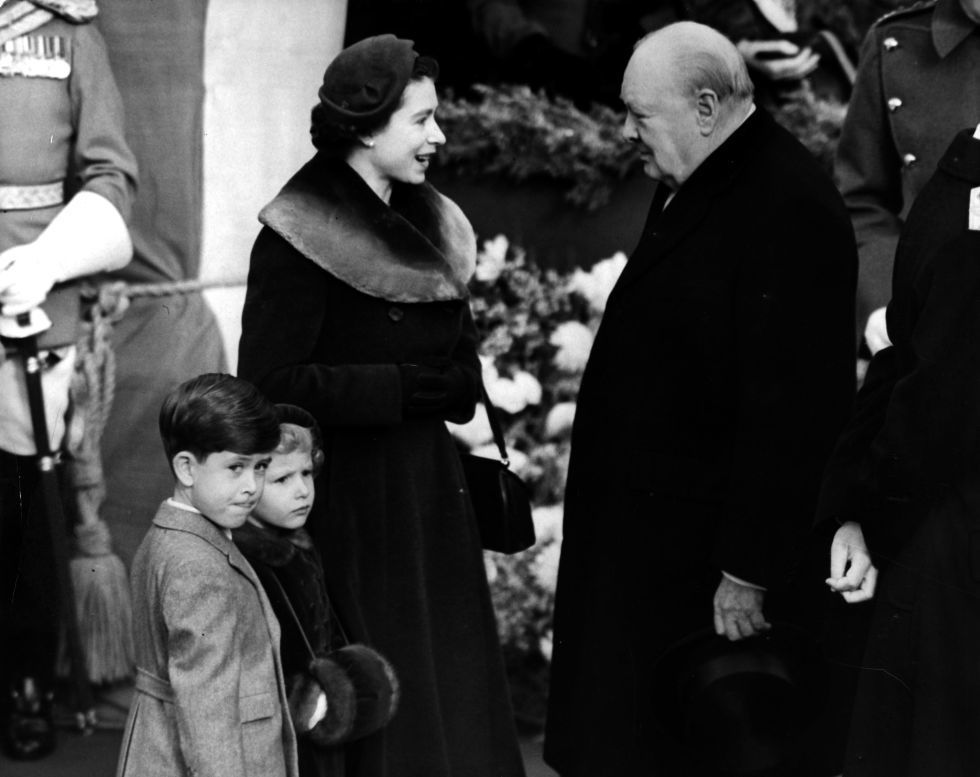
La regina Elisabetta con Winston Churchill nel 1953

Compreso Winston Churchill, al governo al momento della sua ascesa al trono, Elisabetta II ha dato incarico a 15 Primi Ministri, per un totale di 27 Gabinetti.
- Winston Churchill (III[207]: 1952-1955)
- Anthony Eden (Governo Eden: 1955-1957)
- Harold Macmillan (I, II: 1957-1963)
- Alec Douglas-Home (Governo Douglas-Home: 1963-1965)
- Harold Wilson (I, II: 1964-1970; III, IV: 1974-1976)
- Edward Heath (Governo Heath: 1970-1974)
- James Callaghan (Governo Callaghan: 1976-1979)
- Margaret Thatcher (I, II, III: 1979-1990)
- John Major (I, II: 1990-1997)
- Tony Blair (I, II, III: 1997-2007)
- Gordon Brown (Governo Brown: 2007-2010)
- David Cameron (I, II: 2010-2016)
- Theresa May (I, II: 2016-2019)
- Boris Johnson (I, II: 2019-2022)
- Liz Truss (Governo Truss: 2022)

### Elisabetta II e la politica estera

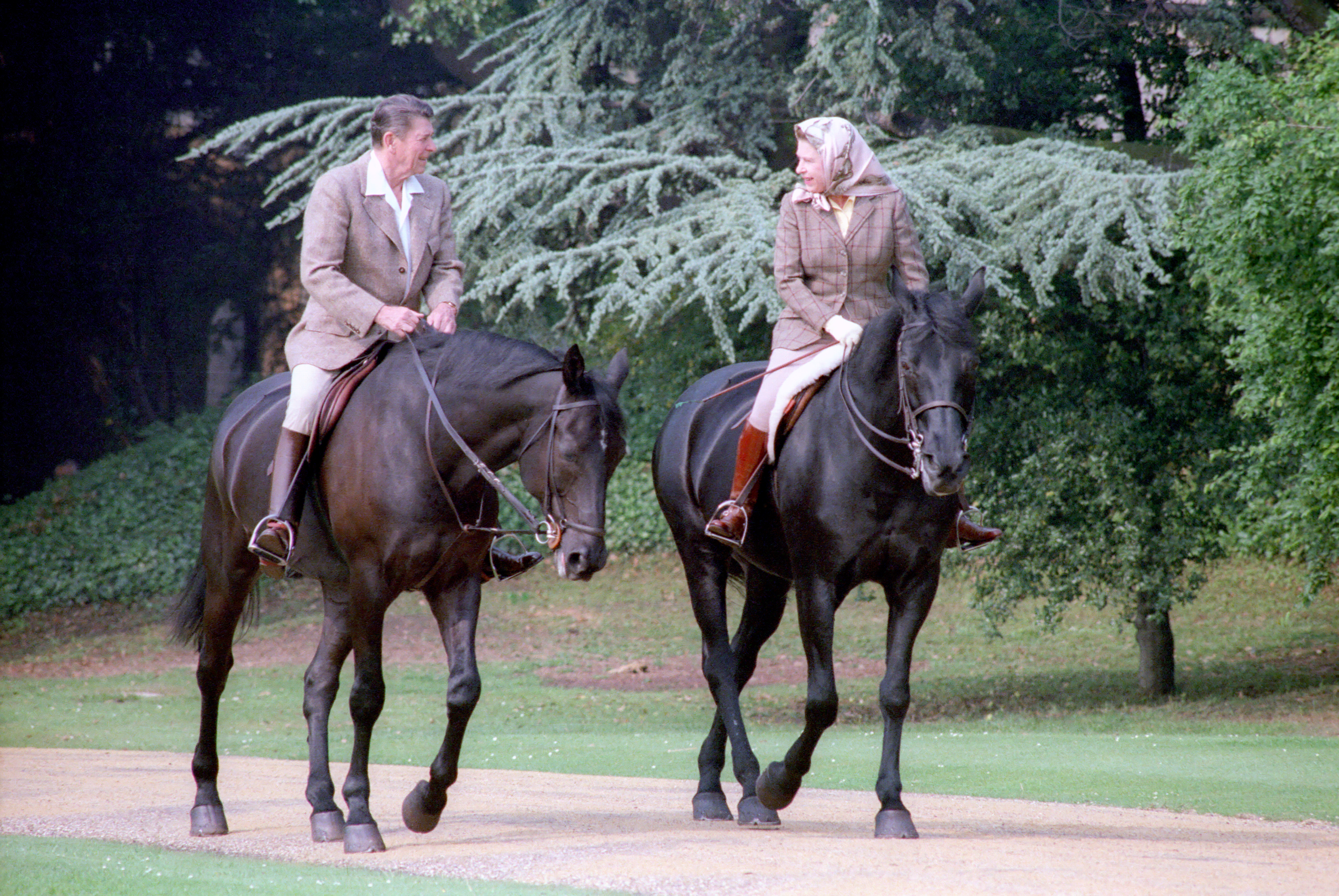
Ronald Reagan ed Elisabetta II a cavallo nel 1982

La regina ha fatto amicizia con molti capi di Stato e di governo stranieri, fra cui Ronald Reagan, che la invitò presso il suo ranch in California, Nelson Mandela, di cui sostenne le battaglie contro la discriminazione razziale, Mary Robinson e George H. W. Bush, il cui figlio, George W. Bush, è stato suo ospite a Buckingham Palace, primo presidente statunitense in più di ottant'anni ad esservi ospitato. In certi momenti questi contatti si sono dimostrati molto favorevoli e utili per il Regno Unito. Per esempio, il primo ministro Major ebbe una volta problemi a lavorare col leader di un paese del Commonwealth: grazie a una informazione ottenuta dalla regina, John Major stabilì con tale leader un rapporto personale, che alla fine portò benefici a entrambi gli stati. In modo simile la regina prese l'iniziativa quando la presidente irlandese Mary Robinson cominciò a visitare in varie occasioni il Regno Unito, suggerendo che avrebbe volentieri invitato la signora Robinson a farle visita a palazzo. Il Governo irlandese accettò. Il risultato di tale connessione informale fu di creare il precedente della prima visita in cui un Presidente irlandese abbia incontrato un monarca britannico.

## Personalità e immagine
Elisabetta aveva idee conservatrici in materia di religione, moralità e affari di famiglia. Aveva un forte senso dei doveri religiosi e prendeva seriamente il giuramento fatto il giorno della sua incoronazione, al punto che una sua abdicazione era considerata altamente improbabile. Come sua madre, biasimò suo zio Edoardo VIII per avere abbandonato il suo ruolo e, quindi, aver obbligato suo padre a diventare re, cosa che pensava avesse accorciato la sua vita di parecchi anni. Per anni rifiutò di acconsentire alla relazione del figlio Carlo, principe del Galles, con Camilla Shand, poi duchessa di Cornovaglia.
Le vedute politiche di Elisabetta sono state assai poco manifeste, essendosi sempre astenuta dal dire o fare in pubblico alcunché potesse rivelarle e conservando relazioni cordiali con i politici di tutti i partiti. Si crede che i suoi Primi Ministri preferiti siano stati Winston Churchill, Harold Macmillan e Harold Wilson. Tra i meno amati ci fu indubbiamente Margaret Thatcher, con la quale ebbe un rapporto altalenante. Nei confronti di Tony Blair il buon rapporto durante i primi anni del suo ufficio di Primo ministro si incrinò verso la fine del mandato, quando la regina pensava di non essere tenuta sufficientemente informata riguardo agli affari di Stato.
I soli argomenti pubblici sui quali la regina abbia reso pubbliche le sue opinioni sono quelli riguardanti l'unità dei suoi regni, inclusi Canada e Australia. Si è espressa in favore della continuità dell'unione tra Inghilterra e Scozia, facendo irritare alcuni nazionalisti scozzesi. I suoi discorsi di lode per l'Accordo del Venerdì Santo in Irlanda del Nord avevano sollevato lamentele da parte di alcuni unionisti nel Partito Unionista Democratico che si erano opposti all'intesa. Poi, sia pure senza esprimersi direttamente contro la sovranità del Québec, lodò pubblicamente l'unità del Canada ed espresse chiaramente il suo desiderio di continuare a vedere il Paese unito.
Piuttosto conservatrice nella foggia del vestire, la regina era famosa invece per i soprabiti dai colori forti e per i cappelli decorativi, che le consentivano di essere vista facilmente nella folla.
Anche se frequentava molti eventi culturali, nella vita privata si dice che avesse poco interesse per cultura e arte. Al contrario ha coltivato un'intensa passione per le corse dei cavalli, interessandosi anche di fotografia e dei cani, preferendo la razza welsh corgi pembroke. I cani di questa razza posseduti dalla regina vennero chiamati corgi reali. Simpatizzava per la squadra di calcio londinese dell'Arsenal.
Negli anni, l'immagine pubblica di Elisabetta si è notevolmente ammorbidita, partendo dal rigore che si era autoimposta, restando tuttavia riservata in pubblico. È stata vista ridere, sorridere e commuoversi, e si è visto che ha versato alcune lacrime durante alcune cerimonie ufficiali come nel giorno di commemorazione del 2002, ai funerali della sorella Margaret e del coniuge Filippo.
Ogni anno, aveva l'abitudine di inviare un messaggio di Natale (Queen's Christmas Message) al Commonwealth (eccettuato il 1969). Durante il regno, Elisabetta II ha passato circa tre ore al giorno con il cosiddetto "doing the boxes", cioè a leggere i documenti di Stato che provengono dai vari ministeri, uffici governativi e ambasciate per il tramite delle famose Red Boxes, da cui l'ufficio svolto prende il nome. Insieme ai colloqui, questa attività le ha consentito di restare aggiornata sugli eventi nazionali e internazionali.

## Filmografia e documentari

### Filmografia
- Il personaggio della regina Elisabetta II appare, interpretata da Rachel Wallis, nel film neozelandese del 2001 Her Majesty.
- The Queen - La regina è un film di Stephen Frears del 2006, con Helen Mirren e Michael Sheen, che racconta una parte cruciale della vita della regina Elisabetta II (il ritorno dei laburisti al potere nel 1997 e la morte di Lady Diana)[218]. È stato candidato nel 2007 ai premi Oscar per miglior film, per migliore interpretazione femminile (a Helen Mirren, premio poi effettivamente vinto), per miglior regia, per miglior sceneggiatura originale, per miglior colonna sonora originale e per migliori costumi.
- Nel film Il discorso del re del 2010 compare in alcune scene una Elisabetta ancora bambina interpretata da Freya Wilson.
- La regina Elisabetta II appare anche in due film della trilogia di Una pallottola spuntata.
- Una giovane e forzuta regina Elisabetta II appare in forma animata nel film Minions del 2015, la cui trama è incentrata sul furto della sua Corona Reale.
- Elisabetta II ha invece recitato per la prima volta come attrice nel 2012 nel cortometraggio di Danny Boyle Happy and Glorious, realizzato in occasione della cerimonia di apertura dei Giochi della XXX Olimpiade di Londra, in cui la regina appare accanto a Daniel Craig (quest'ultimo nei panni di James Bond)[219].
- La serie televisiva prodotta da Netflix del 2016 The Crown è incentrata sulla vita della regina Elisabetta, interpretata durante le varie stagioni da Claire Foy, Olivia Colman ed Imelda Staunton.
- Una notte con la regina è un film del 2016 diretto da Julian Jarrold. Il film, ispirato ad una storia vera, narra della sera dell'8 maggio 1945, giorno seguente alla resa della Germania in Europa, quando Elisabetta, interpretata da Sarah Gadon, e sua sorella Margaret uscirono per la prima volta da Buckingham Palace per festeggiare la fine della seconda guerra mondiale.
- La regina appare in alcuni episodi del cartone animato Mr. Bean.

### Documentari
- La Vita Maestosa di Elisabetta II (2012);
- Elisabetta II: Una Vita da Sovrana (2015);
- The Coronation (2018);
- Queen Elizabeth II Reign Supreme: An Unauthorized Story on Queen Elizabeth II (2018);
- Being the Queen (2020);
- Elisabetta II: Le Ultime Battaglie (2021);
- Elizabeth: The Unseen Queen (Elisabetta Segreta) (2022);
- Elizabeth: A Portrait in Part(s) (2022);
- Elisabetta II: A Royal Life (2022);
- Elisabetta: Madre e Regina;
- Elisabetta: Moglie, Madre, Regina (2022);
- Elizabeth Windsor (2022).

## Discendenza
Elisabetta II del Regno Unito e Filippo di Edimburgo hanno avuto quattro figli:
- Carlo III, re del Regno Unito di Gran Bretagna e Irlanda del nord, e degli altri Reami del Commonwealth (14 novembre 1948). Sposa, nel 1981, Diana Spencer, da cui ha due figli e da cui divorzia nel 1996. Sposa in seconde nozze, nel 2005, Camilla Shand. 
  - William, principe del Galles (21 giugno 1982). Sposa, nel 2011, Catherine Middleton. Hanno tre figli:
    - George di Galles (22 luglio 2013)
    - Charlotte di Galles (2 maggio 2015)
    - Louis di Galles (23 aprile 2018)

  - Henry, duca di Sussex (15 settembre 1984). Sposa, nel 2018, Meghan Markle. Hanno due figli:
    - Archie di Sussex (6 maggio 2019)
    - Lilibet di Sussex (4 giugno 2021)
- Anna, principessa reale (15 agosto 1950). Sposa, nel 1973, il capitano Mark Phillips, da cui ha due figli e da cui divorzia nel 1992. Sposa in seconde nozze, nel 1992, Sir Timothy Laurence.
  - Peter Phillips (15 novembre 1977). Sposa, nel 2008, Autumn Kelly, da cui divorzia nel 2021. Hanno due figlie:
    - Savannah Phillips (29 dicembre 2010)
    - Isla Phillips (29 marzo 2012)

  - Zara Phillips (15 maggio 1981). Sposa, nel 2011, Mike Tindall. Hanno tre figli:
    - Mia Tindall (17 gennaio 2014)
    - Lena Tindall (18 giugno 2018)
    - Lucas Tindall (21 marzo 2021)
- Andrea, duca di York (19 febbraio 1960). Sposa, nel 1986, Sarah Ferguson, da cui divorzia nel 1996. Hanno due figlie:
  - Beatrice di York (8 agosto 1988). Sposa, nel 2020, Edoardo Mapelli-Mozzi. Hanno due figlie:
    - Sienna Mapelli-Mozzi (18 settembre 2021)
    - Athena Mapelli-Mozzi (22 gennaio 2025)

  - Eugenia di York (23 marzo 1990). Sposa, nel 2018, Jack Brooksbank. Hanno due figli:
    - August Brooksbansk (9 febbraio 2021)
    - Ernest Brooksbansk (30 maggio 2023)
- Edoardo, duca di Edimburgo (10 marzo 1964). Sposa, nel 1999, Sophie Rhys-Jones. Hanno due figli:
  - Lady Louise Windsor (8 novembre 2003)
  - James, conte di Wessex (17 dicembre 2007)

## Ascendenza
|                                 |                        |                                 | Genitori                        |  |  | Nonni |  |  | Bisnonni                    |  |  | Trisnonni                         |  |
|                                 |                        |                                 |                                 |  |  |       |  |  | Edoardo VII del Regno Unito |  |  | Alberto di Sassonia-Coburgo-Gotha |  |
|                                 |                        |                                 |                                 |  |  |       |  |  | Edoardo VII del Regno Unito |  |  | Alberto di Sassonia-Coburgo-Gotha |  |
|                                 |                        | Vittoria del Regno Unito        |                                 |  |  |       |  |  | Edoardo VII del Regno Unito |  |  |                                   |  |
| Giorgio V del Regno Unito       |                        |                                 |                                 |  |  |       |  |  | Edoardo VII del Regno Unito |  |  |                                   |  |
|                                 |                        | Alessandra di Danimarca         | Cristiano IX di Danimarca       |  |  |       |  |  |                             |  |  |                                   |  |
|                                 |                        | Alessandra di Danimarca         | Cristiano IX di Danimarca       |  |  |       |  |  |                             |  |  |                                   |  |
|                                 |                        | Alessandra di Danimarca         | Luisa d'Assia-Kassel            |  |  |       |  |  |                             |  |  |                                   |  |
| Giorgio VI del Regno Unito      |                        | Alessandra di Danimarca         |                                 |  |  |       |  |  |                             |  |  |                                   |  |
|                                 |                        | Francesco di Teck               | Alessandro di Württemberg       |  |  |       |  |  |                             |  |  |                                   |  |
|                                 |                        | Francesco di Teck               | Alessandro di Württemberg       |  |  |       |  |  |                             |  |  |                                   |  |
|                                 |                        | Francesco di Teck               | Claudine Rhédey von Kis-Rhéde   |  |  |       |  |  |                             |  |  |                                   |  |
| Maria di Teck                   |                        | Francesco di Teck               |                                 |  |  |       |  |  |                             |  |  |                                   |  |
|                                 |                        | Maria Adelaide di Cambridge     | Adolfo di Hannover              |  |  |       |  |  |                             |  |  |                                   |  |
|                                 |                        | Maria Adelaide di Cambridge     | Adolfo di Hannover              |  |  |       |  |  |                             |  |  |                                   |  |
|                                 |                        | Maria Adelaide di Cambridge     | Augusta di Assia-Kassel         |  |  |       |  |  |                             |  |  |                                   |  |
| Elisabetta II del Regno Unito   |                        | Maria Adelaide di Cambridge     |                                 |  |  |       |  |  |                             |  |  |                                   |  |
|                                 | Lord Claude Bowes-Lyon | Thomas Lyon-Bowes, Lord Glamis  |                                 |  |  |       |  |  |                             |  |  |                                   |  |
|                                 | Lord Claude Bowes-Lyon | Thomas Lyon-Bowes, Lord Glamis  |                                 |  |  |       |  |  |                             |  |  |                                   |  |
|                                 | Lord Claude Bowes-Lyon | Charlotte Grimstead             |                                 |  |  |       |  |  |                             |  |  |                                   |  |
| Lord Claude Bowes-Lyon          | Lord Claude Bowes-Lyon |                                 |                                 |  |  |       |  |  |                             |  |  |                                   |  |
|                                 |                        | Frances Dora Smith              | Oswald Smith                    |  |  |       |  |  |                             |  |  |                                   |  |
|                                 |                        | Frances Dora Smith              | Oswald Smith                    |  |  |       |  |  |                             |  |  |                                   |  |
|                                 |                        | Frances Dora Smith              | Henrietta Mildred Hodgson       |  |  |       |  |  |                             |  |  |                                   |  |
| Elizabeth Bowes-Lyon            |                        | Frances Dora Smith              |                                 |  |  |       |  |  |                             |  |  |                                   |  |
|                                 |                        | Rev. Charles Cavendish-Bentinck | Lord William Cavendish-Bentinck |  |  |       |  |  |                             |  |  |                                   |  |
|                                 |                        | Rev. Charles Cavendish-Bentinck | Lord William Cavendish-Bentinck |  |  |       |  |  |                             |  |  |                                   |  |
|                                 |                        | Rev. Charles Cavendish-Bentinck | Lady Anne Wellesley             |  |  |       |  |  |                             |  |  |                                   |  |
| Lady Cecilia Cavendish-Bentinck |                        | Rev. Charles Cavendish-Bentinck |                                 |  |  |       |  |  |                             |  |  |                                   |  |
|                                 |                        | Louisa Burnaby                  | Edwyn Burnaby                   |  |  |       |  |  |                             |  |  |                                   |  |
|                                 |                        | Louisa Burnaby                  | Edwyn Burnaby                   |  |  |       |  |  |                             |  |  |                                   |  |
|                                 |                        | Louisa Burnaby                  | Anne Caroline Salisbury         |  |  |       |  |  |                             |  |  |                                   |  |
|                                 |                        | Louisa Burnaby                  |                                 |  |  |       |  |  |                             |  |  |                                   |  |

### Ascendenza patrilineare
1. Teodorico I, conte di Wettin
2. Dedi I di Wettin
3. Teodorico I di Lusazia
4. Thimo, conte di Brehna
5. Corrado, margravio di Meissen
6. Ottone II, margravio di Meißen
7. Teodorico, margravio-vescovo di Meißen
8. Enrico III, margravio di Meißen
9. Alberto II, margravio di Meißen
10. Federico I, margravio di Meißen
11. Federico II, margravio di Meißen
12. Federico III, margravio di Meißen
13. Federico I, principe elettore di Sassonia
14. Federico II, principe elettore di Sassonia
15. Ernesto, principe elettore di Sassonia
16. Giovanni, principe elettore di Sassonia
17. Giovanni Federico, principe elettore di Sassonia
18. Giovanni Guglielmo, duca di Sassonia-Weimar
19. Giovanni di Sassonia-Weimar
20. Ernesto I, duca di Sassonia-Gotha e di Sassonia-Altenburg
21. Giovanni Ernesto, duca di Sassonia-Coburgo-Saalfeld
22. Francesco Giosea, duca di Sassonia-Coburgo-Saalfeld
23. Ernesto Federico, duca di Sassonia-Coburgo-Saalfeld
24. Francesco Federico, duca di Sassonia-Coburgo-Saalfed
25. Ernesto I di Sassonia-Coburgo-Gotha, duca di Sassonia-Coburgo-Gotha
26. Alberto, principe consorte del Regno Unito
27. Edoardo VII, re del Regno Unito e imperatore d'India
28. Giorgio V, re del Regno Unito e imperatore d'India
29. Giorgio VI, re del Regno Unito e imperatore d'India
30. Elisabetta II

### Ascendenza da Guglielmo il Conquistatore
1. Guglielmo I il Conquistatore, re d'Inghilterra e duca di Normandia
2. Enrico I, re d'Inghilterra
3. Matilde, imperatrice del Sacro Romano Impero
4. Enrico II, re d'Inghilterra
5. Giovanni, re d'Inghilterra
6. Enrico III, re d'Inghilterra
7. Edoardo I, re d'Inghilterra
8. Edoardo II, re d'Inghilterra
9. Edoardo III, re d'Inghilterra
10. Edmondo Plantageneto, I duca di York
11. Riccardo Plantageneto, III conte di Cambridge
12. Riccardo Plantageneto, duca di York
13. Edoardo IV, re d'Inghilterra
14. Elisabetta di York
15. Margherita Tudor
16. Giacomo V, re di Scozia
17. Maria Stuarda
18. Giacomo I, re d'Inghilterra e di Scozia
19. Elisabetta Stuart
20. Sofia del Palatinato
21. Giorgio I di Hannover, re di Gran Bretagna
22. Giorgio II di Hannover, re di Gran Bretagna
23. Federico di Hannover, principe del Galles
24. Giorgio III di Hannover, re di Gran Bretagna e del Regno Unito
25. Edoardo Augusto di Hannover, duca di Kent e Strathearn
26. Vittoria, regina del Regno Unito e imperatrice d'India
27. Edoardo VII, re del Regno Unito e imperatore d'India
28. Giorgio V, re del Regno Unito e imperatore d'India
29. Giorgio VI, re del Regno Unito e imperatore d'India
30. Elisabetta II

### Parentele
Elisabetta II discendeva dal casato tedesco di Hannover che ereditò la corona del Regno Unito nel 1714, e che a seguito del matrimonio della regina Vittoria con il principe Alberto divenne Sassonia-Coburgo-Gotha, per essere poi rinominato Windsor da re Giorgio V durante la prima guerra mondiale. Era quindi discendente diretta di Guglielmo il Conquistatore e di molti monarchi inglesi, compresi i re sassoni di Wessex e quelli scozzesi Stuart. Risalgono all'VIII e IX secolo i suoi antenati noti più antichi (il re Egberto del Wessex, il conte Guelfo I di Baviera e Ragnvald Eysteinsson), mentre l'ascendente patrilineare più antico è Teodorico I di Wettin vissuto nel X secolo.
Attraverso la sua bisnonna, la regina Alessandra di Danimarca, discendeva anche dalla casa reale danese degli Schleswig-Holstein-Sonderburg-Glücksburg, una linea dell'antico casato nordeuropeo degli Oldenburg.
Come tris-nipote della regina Vittoria, Elisabetta II era imparentata con molti sovrani di case reali europee: era cugina di Harald V di Norvegia (discendente di re Edoardo VII), Alberto II del Belgio, Juan Carlos I di Spagna e Carlo XVI Gustavo di Svezia, così come di re detronizzati (Costantino II di Grecia, Michele I di Romania e Simeone II di Bulgaria), e con le case reali di Prussia (Hohenzollern), Russia (Romanov) e Italia (cugina di Amedeo di Savoia, duca d'Aosta).
Uno studio effettuato sullʼalbero genealogico della casata dei Windsor ha reso nota una possibile connessione con i discendenti di Maometto, profeta dell'islam.

## Titoli e onorificenze

### Titoli e trattamento

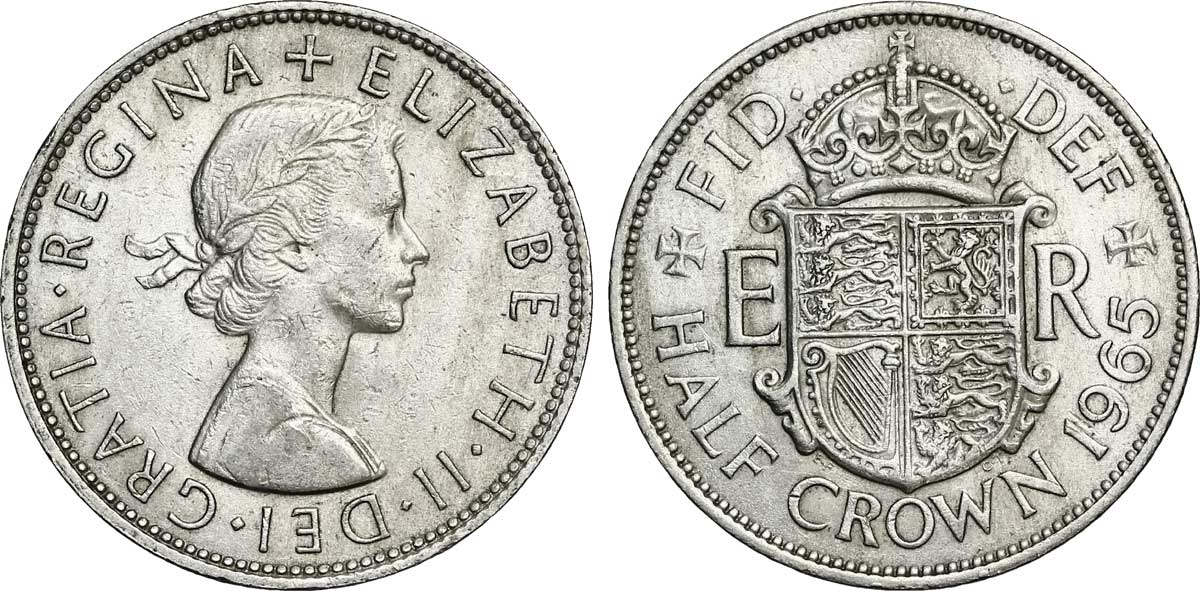
L'effige della regina Elisabetta II su una moneta britannica

Il titolo e trattamento completo (per quanto riguarda esclusivamente il Regno Unito) era il seguente:
"Sua Maestà Elisabetta Seconda, per Grazia di Dio, del Regno Unito di Gran Bretagna e Irlanda del Nord, e dei Suoi altri Reami e Territori, Regina, Capo del Commonwealth, Difensore della Fede".
Al momento dell'ascesa di Elisabetta al trono, le venne chiesto dal suo segretario privato con quale nome avrebbe voluto regnare, e la regina rispose: "Il mio, naturalmente, che altro?". A Londra, fu proclamata: "regina Elisabetta II, per grazia di Dio Regina di questo Regno e di altri suoi Regni e Territori, Capo del Commonwealth, Difensore della Fede". Nella vita comune la regina viene comunemente chiamata The Queen ("la regina") o Her Majesty ("Sua Maestà"). In una conversazione con la regina, la pratica è cominciare con l'appellativo Your Majesty ("Vostra Maestà") e successivamente utilizzare semplicemente Ma'am ("Signora").
Al momento della successione, il titolo "Elisabetta II" causò qualche controversia in Scozia, dove non c'era mai stata un'Elisabetta I (sebbene non ci fosse stata alcuna simile controversia ai tempi di Guglielmo IV del Regno Unito ed Edoardo VII del Regno Unito).
In un raro atto di sabotaggio in Scozia, le nuove buche delle lettere della Royal Mail, recanti le iniziali E. II R. furono fatte saltare. Ne consegue che le caselle postali in Scozia riportano solo una corona e nessuna iniziale reale. Un caso legale, MacCormick v. Lord Advocate (1953 SC 396), fu usato per contestare il diritto della regina a firmarsi Elisabetta II in Scozia, sostenendo che facendo ciò si sarebbero violati gli accordi dell'Atto di Unione (1707). Il caso fu perso sulla base del fatto che i contestatori non avevano diritto di citare la Corona e anche che la numerazione dei sovrani era parte della royal prerogative e non regolata dall'Act of Union. Ci sono altre due materie di controversia, che sono molto meno conosciute. Primo, il fatto che nella Scozia pre-unitaria ci si rivolgesse al sovrano come "Sua Grazia" e non come "Sua Maestà", e poi che il titolo preferito dai re era stato "Re / regina degli scozzesi", piuttosto che "di Scozia" (sebbene questo non fosse conosciuto).
I futuri monarchi britannici ora devono essere numerati in relazione ai loro predecessori, che siano inglesi o scozzesi, con il numero più alto. Applicando questa regola retroattivamente ai monarchi finché l'Act of Union riporti la stessa numerazione.
Seguendo una decisione del Commonwealth alla conferenza del 1953, la regina Elisabetta ha usato differenti titoli in ognuno dei suoi regni. In ogni stato governava da Sovrano prescindendo dagli altri ruoli che assumeva nei suoi altri Paesi.

### Onorificenze e riconoscimenti
Elisabetta II era sovrana di tutti gli ordini cavallereschi e di merito del Regno Unito e degli altri reami del Commonwealth; inoltre, ha ricevuto innumerevoli onorificenze e riconoscimenti in tutto il mondo. Qui sono elencate solo le onorificenze ricevute prima di salire al trono.

## Stemmi e stendardi personali
Dal 21 aprile 1944 la regina Elisabetta ha avuto uno stemma reale ma, dopo la sua ascesa al trono, ha adottato uno stemma reale leggermente differente che viene anche usato come stendardo dei monarchi britannici.

Stemma della Principessa Elisabetta (1944–1947)
Stemma della Principessa Elisabetta, Duchessa di Edimburgo (1947–1952)
Stemma Reale
Stemma Reale scozzese
Stemma Reale del Canada[234][235][236][237]

Stendardo reale britannico, usato da Elisabetta II come Sovrano del Regno Unito
Stendardo reale britannico, usato da Elisabetta II come Sovrano del Regno Unito (in Scozia)
Stendardo reale del Canada, usato da Elisabetta II come Sovrana del Canada
Stendardo reale dell'Australia, usato da Elisabetta II come Sovrana dell'Australia
Stendardo reale della Nuova Zelanda, usato da Elisabetta II come Sovrana della Nuova Zelanda
Stendardo reale della Giamaica, usato da Elisabetta II come Sovrana della Giamaica
Stendardo reale di Barbados, usato fino al 2021
Stendardo personale di Elisabetta II, usato nei paesi del Commonwealth di cui non è sovrana
Monogramma personale di Elisabetta II
Monogramma di Elisabetta II e del principe Filippo